# Bündner Wirren

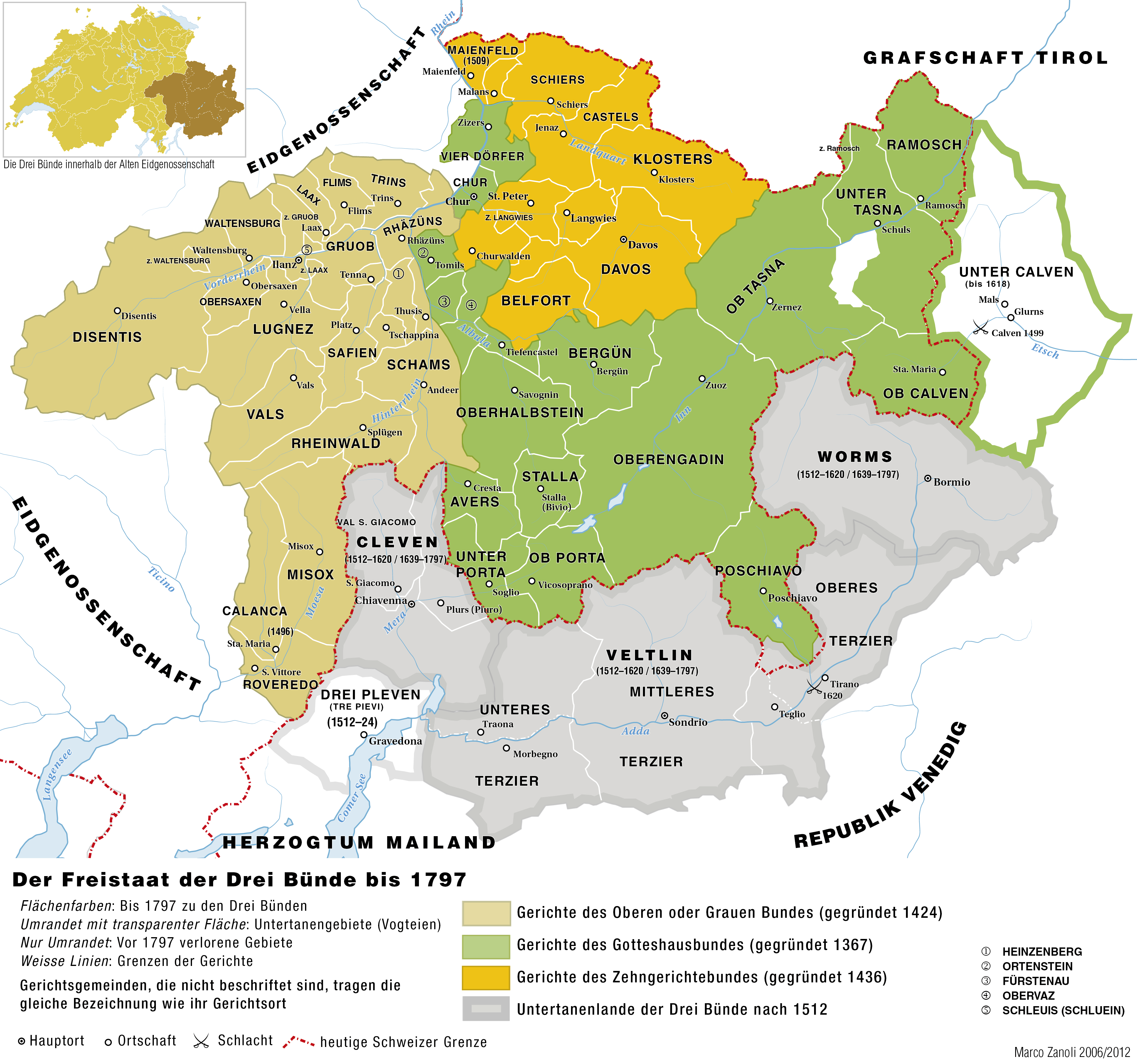
Karte der Drei Bünde mit ihren Untertanengebieten

Als  Bündner Wirren (Scumbigls grischuns in Rumantsch Grischun, Scumpigls grischuns im Ladinischen und Sgurdins grischuns in Sursilvan) werden die von 1618 bis 1639 dauernden kriegerischen Auseinandersetzungen zwischen den Koalitionen Frankreich-Venedig und Spanien-Österreich um den heutigen Schweizer Kanton Graubünden im Rahmen des Dreissigjährigen Krieges bezeichnet. Dabei ging es hauptsächlich um die Kontrolle der Bündner Alpenpässe, aber auch um die konfessionelle Ordnung in Graubünden. Der Konflikt um Graubünden drohte zeitweilig auch die Eidgenossenschaft in den Dreissigjährigen Krieg hineinzuziehen.

## Parteien

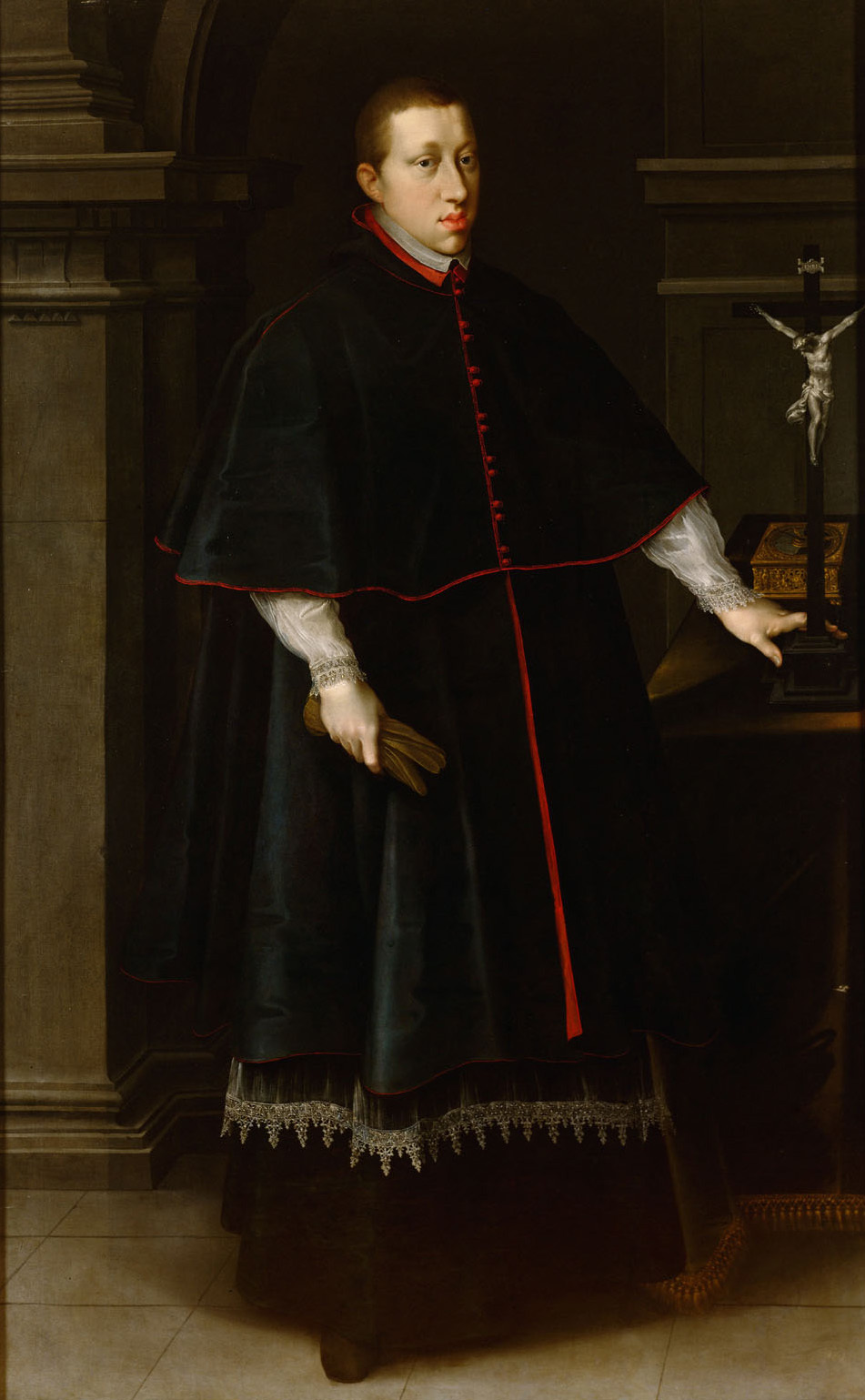
Erzherzog Leopold V. von Österreich, Regent von Vorderösterreich und Tirol

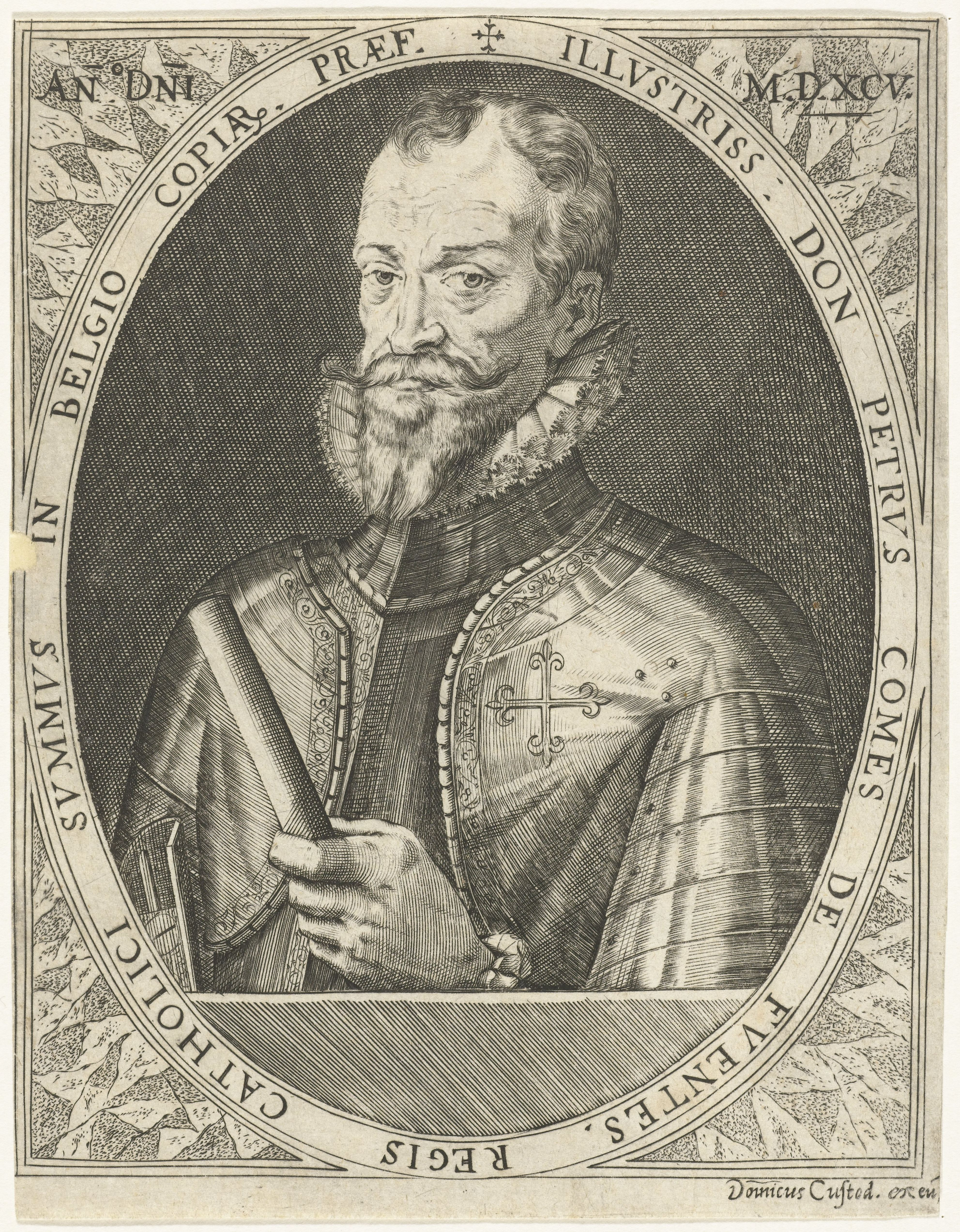
Der spanische Gouverneur von Mailand, Pedro Henriquez de Acevedo, Graf von Fuentes

Im Kampf um die Vorherrschaft in Europa standen sich zu Beginn des 17. Jahrhunderts die Grossmächte Frankreich und die von verschiedenen Seitenlinien des Hauses Habsburg beherrschten Länder gegenüber. In die Bündner Wirren direkt verwickelt waren davon insbesondere das Königreich Spanien (zu dem zu dieser Zeit auch das Herzogtum Mailand gehörte) sowie Tirol und die Vorlande (→ Habsburgermonarchie). An der Seite Frankreichs stand die Republik Venedig. Das habsburgische Vorderösterreich und die Grafschaft Tirol wurden seit 1618 von Erzherzog Leopold V. zuerst als Statthalter, dann als Landesfürst regiert. Er war Bischof von Passau und Strassburg und dem Jesuitenorden sowie der Gegenreformation besonders zugetan. Spanien wurde in Mailand durch Gouverneure vertreten, bis 1610 durch den wegen seiner masslosen Strenge in den Niederlanden berüchtigten Pedro Henriquez de Acevedo, Graf von Fuentes, dann nach einigen Wechseln von 1618 bis 1627 sowie von 1631 bis 1634 durch Gómez Suárez de Figueroa, Herzog von Feria.
Im Kanton Graubünden, bzw. in den Drei Bünden, unterhielten die tonangebenden Adelsfamilien einträgliche Beziehungen zu den verschiedenen Höfen Europas, die mit Pensionen, Bestechungsgeldern und Soldverträgen einflussreiche Personen und Familien an sich banden. Die eine Gruppe hielt zu Österreich-Spanien, die andere zu Frankreich-Venedig. Zu den Freunden Österreichs gehörte die katholische Familie der Planta, auf der Seite Frankreichs stand die reformierte Familie Salis.

## Ausgangslage
Die Reformation fand in Graubünden nach dem Gemeindeprinzip Eingang, d. h. jede Gemeinde konnte über ihre Konfession entscheiden. Etwa zwei Drittel der Gemeinden schlossen sich der Reformation an, rund ein Dutzend wählten die Parität, der Rest blieb katholisch. Die reformierten Gemeinden lagen schwerpunktmässig im Zehngerichtebund, in der Stadt Chur sowie im Engadin, so dass der Gotteshausbund religiös gemischt war. Im Grauen Bund waren die Katholiken in der Mehrheit. Die Abtei Disentis wurde neben dem bischöflichen Hof in Chur zu deren kulturellen und politischen Zentrum. Die anfänglich friedliche Reform machte mit dem Einsetzen der Gegenreformation einer angespannten Stimmung Platz, der konfessionelle Gegensatz wurde neben den Streitigkeiten zwischen den Talschaften, den wirtschaftlichen, politischen und den dynastischen Konflikten zu einer zusätzlichen Dimension im undurchsichtigen Kampf der Grossparteien und ihrer Exponenten um Einfluss im Freistaat der Drei Bünde.
Zwei Umstände begünstigten die Auseinandersetzungen der Bündner Wirren: Einerseits schwächten die im Zusammenhang mit der Gegenreformation fanatisch ausgetragenen Kämpfe zwischen den Konfessionen das Land, anderseits verhinderte die lockere politische Struktur Graubündens mit den Teilstaaten der Drei Bünde ohne eigentliche Zentralgewalt ein gemeinsames Auftreten gegenüber den Krieg führenden Mächten. Der Gotteshausbund und der Zehngerichtebund waren überwiegend reformiert, der Graue Bund überwiegend katholisch. Familienfehden und Rivalitäten zwischen den Talschaften erschwerten die Lage zusätzlich.
Zu Beginn des 17. Jahrhunderts erlangten die Bündner Alpenpässe als kürzeste Verbindung zwischen dem spanisch-habsburgisch beherrschten Mailand und dem österreichisch-habsburgischen Tirol zunehmend strategische Bedeutung. Vor allem das bündnerische Untertanenland Veltlin erweckte das Interesse der Krieg führenden Mächte Frankreich und Spanien. Das Tal war der kürzeste und bequemste Verbindungsweg zwischen Ost und West, ein Einfallstor ins Herzogtum Mailand und als Grenzland der Konfessionen von grosser geopolitischer Bedeutung. Für Spanien waren die Alpenpässe zusätzlich wichtig, weil König Philipp III. von Spanien bestrebt war, eine Verbindung zwischen den spanischen Besitzungen in den Niederlanden und in Norditalien herzustellen und sich dazu 1617 im Oñate-Vertrag von Erzherzog Ferdinand von Österreich auch schon die Abtretung des Elsass hatte zusichern lassen. Andererseits war für die protestantische Seite der Gotthardpass durch die katholische Innerschweiz gesperrt und der Splügenpass- bzw. der Septimerpass der einzige offene Verbindungsweg nach Venedig, dem Haupt der anti-habsburgischen Koalition in Italien.
Zuletzt bildeten die ungeklärten staatsrechtlichen und landesherrlichen Verbindungen der Drei Bünde zum Reich, zum Bischof von Chur sowie zu den Erzherzögen von Österreich die Basis für langwierige Rechtsstreitigkeiten. Der Bischof von Chur war als Reichsfürst in weiten Teilen des heutigen Graubündens eigentlich der Inhaber der landesherrlichen Rechte, die er aber seit der Gründung der Drei Bünde und der Reformation nur noch eingeschränkt ausüben konnte. Mit der Unterstützung Österreichs versuchten verschiedene Bischöfe im 17. Jahrhundert, ihren alten Vorrechten wieder Geltung zu verschaffen. Weiter besass das Haus Habsburg die Landesherrschaft in acht der zehn Gerichte des Zehngerichtebundes, der Herrschaft Rhäzüns im Oberen Bund sowie in Konkurrenz zum Bischof von Chur als Grafen von Tirol die Gerichtsbarkeit im Unterengadin und im Münstertal. Die Erbeinung von 1518 zwischen den Drei Bünden und Kaiser Maximilian I. hatte zwar den Konflikt vorerst entschärft, dennoch hielt Habsburg an seinen Rechten fest und setzte sich 1608 im Vinschgau endgültig durch, so dass das Gericht Untercalven dem Gotteshausbund verloren ging. Nach der Reformation erhielten die Rechte Habsburgs in Bünden neue Bedeutung, weil sie als Hebel zur Rekatholisierung der betroffenen Gebieten dienten.

## Strafgerichte

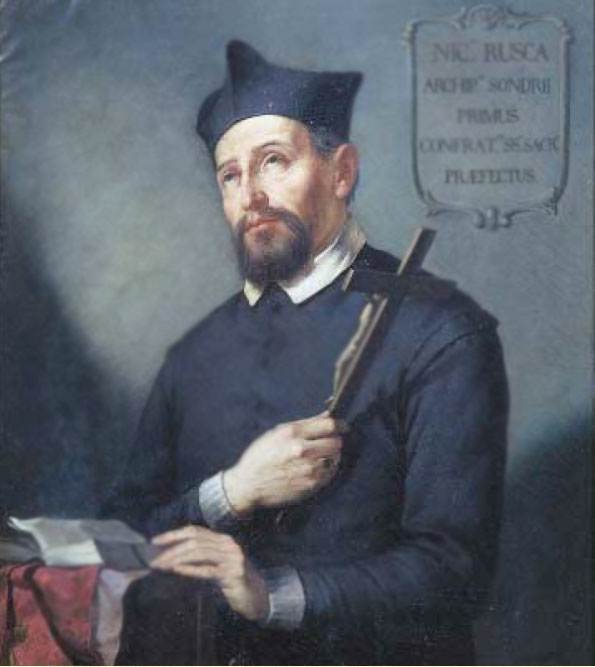
Nicolò Rusca

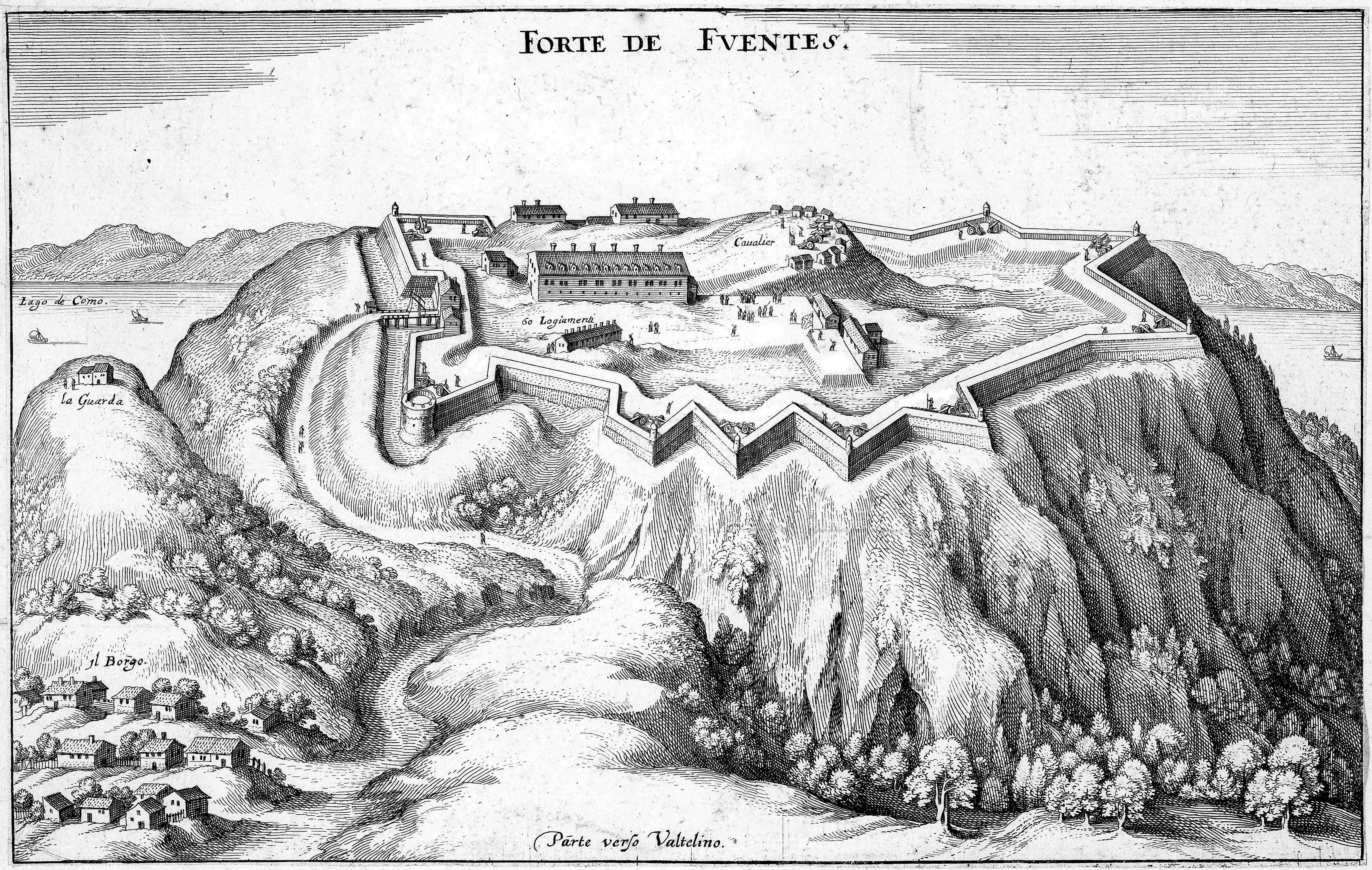
Die Festung Fuentes bei Colico, 1603 vom spanischen Gouverneur in Mailand, dem Grafen von Fuentes, als Talsperre gegen die Bündner erbaut

Gegenseitig versuchten die Parteien, sich den Durchgangsweg offen zu halten bzw. zu sperren. Mit Geld, Versprechungen und Drohungen beeinflussten sie die Politik der Bündner. Am 15. August 1603 brachte der venezianische Gesandte Giovanni Battista Padavino eine Allianz zwischen den Drei Bünden und der Republik Venedig zustande, die dieser unter anderem das Recht einräumte, in Rätien bis zu 6000 Mann anzuwerben. Schon im folgenden Jahr erreichte aber auch der spanische Botschafter Alfonso Casati eine Allianz der Bündner mit Spanien. Seine Partei hatte in Bünden mächtige Fürsprecher, unter anderem Rudolf von Planta, der damals als der reichste Bündner galt.
Pedro Henriquez de Acevedo, Graf von Fuentes, der spanische Gouverneur im Herzogtum Mailand, reagierte wiederholt mit einem Handelsembargo gegen die Drei Bünde, um Druck zugunsten der spanischen Partei auszuüben. Da der wichtigste Handelsweg zwischen Graubünden und Italien über den Comersee durch das Herzogtum Mailand führte, konnte Spanien dadurch beträchtlichen Druck ausüben. Zur Sicherung des Zugangs nach Graubünden liess er am Eingang zum Veltlin die Festung Fuentes erbauen, von der aus Spanien die Nord-Süd-Verbindung nach Belieben unterbrechen konnte.
In Graubünden wuchsen die Spannungen zwischen den Parteien. Im März 1607 trafen sich 6000 Männer in Chur zu einer bewaffneten Landsgemeinde, bei der die Meinungen hart aufeinander prallten. In einem Strafgericht wurden die Führer der französisch-venezianischen Partei verurteilt. In einem «Artikelbrief» wurde die Schliessung der Pässe für fremde Truppen verlangt und Geistlichen die Einmischung in weltliche Angelegenheiten untersagt. Gegen die Anführer wurden hohe Bussen verteilt, der Gerichtsschreiber Oberst Johannes Guler wurde in Abwesenheit zum Tod verurteilt. Zahlreiche Angeklagte flüchteten in die Eidgenossenschaft.
Im Frühsommer 1607 antwortete die venezianische Partei mit einem Gegengericht. Der Bischofssitz in Chur wurde gestürmt und die Anführer der spanisch-österreichischen Partei, der Landvogt auf Castels, Georg Beeli von Belfort, und der bischöfliche Schlosshauptmann Kaspar Baselgia aus Savognin, wurden Anfang Juli hingerichtet. Im November 1608 hob ein Strafgericht in Ilanz die in Chur ausgesprochenen Strafen auf und verhängte mildere Urteile. Das Ergebnis dieser Auseinandersetzungen bestand darin, dass die katholische Partei Österreich-Spanien gestärkt wurde und verhinderte, dass das 1603 abgelaufene Bündnis der Drei Bünde mit Venedig erneuert wurde. Spanien und Venedig begannen erneut nach Kräften für ihre jeweilige Partei zu werben.
Im Februar 1618 verhängte Spanien erneut ein Handelsembargo, um Druck auszuüben. An einer reformierten Synode in Bergün im April 1618, geleitet von Kaspar Alexius, wurde mit Unterstützung von im katholischen Veltlin wirkenden reformierten Prädikanten, unter anderen Blasius Alexander und Jörg Jenatsch, der sog. Hispanismus verurteilt und vor den katholischen Umtrieben Spaniens gewarnt. Jenatsch organisierte darauf im Juni 1618 eine erneute Verurteilung der katholischen Parteiführer als Landesverräter und führte einen Fähnlilupf gegen Schloss Wildenberg in Zernez, wo Rudolf von Planta residierte. Dieser konnte sich jedoch in österreichisches Gebiet retten. Darauf zog Jenatsch ins Veltlin und verhaftete in Sondrio den Erzpriester Nicolò Rusca, einen erklärten Gegner der Reformation mit dem Beinamen «Ketzerhammer». Nach weiteren Verhaftungen im Veltlin und im Bergell wurde in Thusis im August 1618 das sogenannte Thusner Strafgericht gebildet. Rusca wurde zu Tode gefoltert, der antivenezianisch gesinnte Landammann des Bergell, Baptist Prevost, wurde hingerichtet, Rudolf von Planta, sein Bruder Pompejus und der Bischof von Chur, Johannes V. Flugi, wurden für vogelfrei erklärt und des Landes verwiesen. Zudem wurden zahlreiche Bussen von teilweise sehr hohem Ausmass verhängt. Die Vertriebenen warben in der Eidgenossenschaft und in Österreich um Unterstützung. Weitere Strafgerichte folgten Schlag auf Schlag: Im Frühjahr 1619 hob ein von der katholischen Partei dominiertes Gericht in Chur die Urteile von Thusis wieder auf und verurteilte die Führer der reformiert-venezianischen Partei. Diese organisierten darauf im November 1619 ein Strafgericht in Davos, das die Urteile von Thusis bekräftigte.
Dieses innere Chaos bewirkte eine starke Verschlechterung der diplomatischen Position der Drei Bünde. Rudolf und Pompeius von Planta warben in der katholischen Eidgenossenschaft, in Österreich und in Mailand um eine Intervention in Bünden. Frankreich brach die Beziehungen mit den Bünden ab und unterstützte schliesslich sogar die katholisch-spanische Seite in der Hoffnung, dadurch die Situation zu beruhigen. In dieser Situation plante Ferdinand II. von Österreich, der 1619 zum römisch-deutschen Kaiser gewählt worden war, mit französischer Duldung eine Invasion in Graubünden mit einem gleichzeitigen spanischen Angriff von Mailand und einem österreichischen unter Erzherzog Leopold aus dem Vinschgau.

## Erste österreichisch-spanische Invasion 1620 und Mailänder Verträge 1622

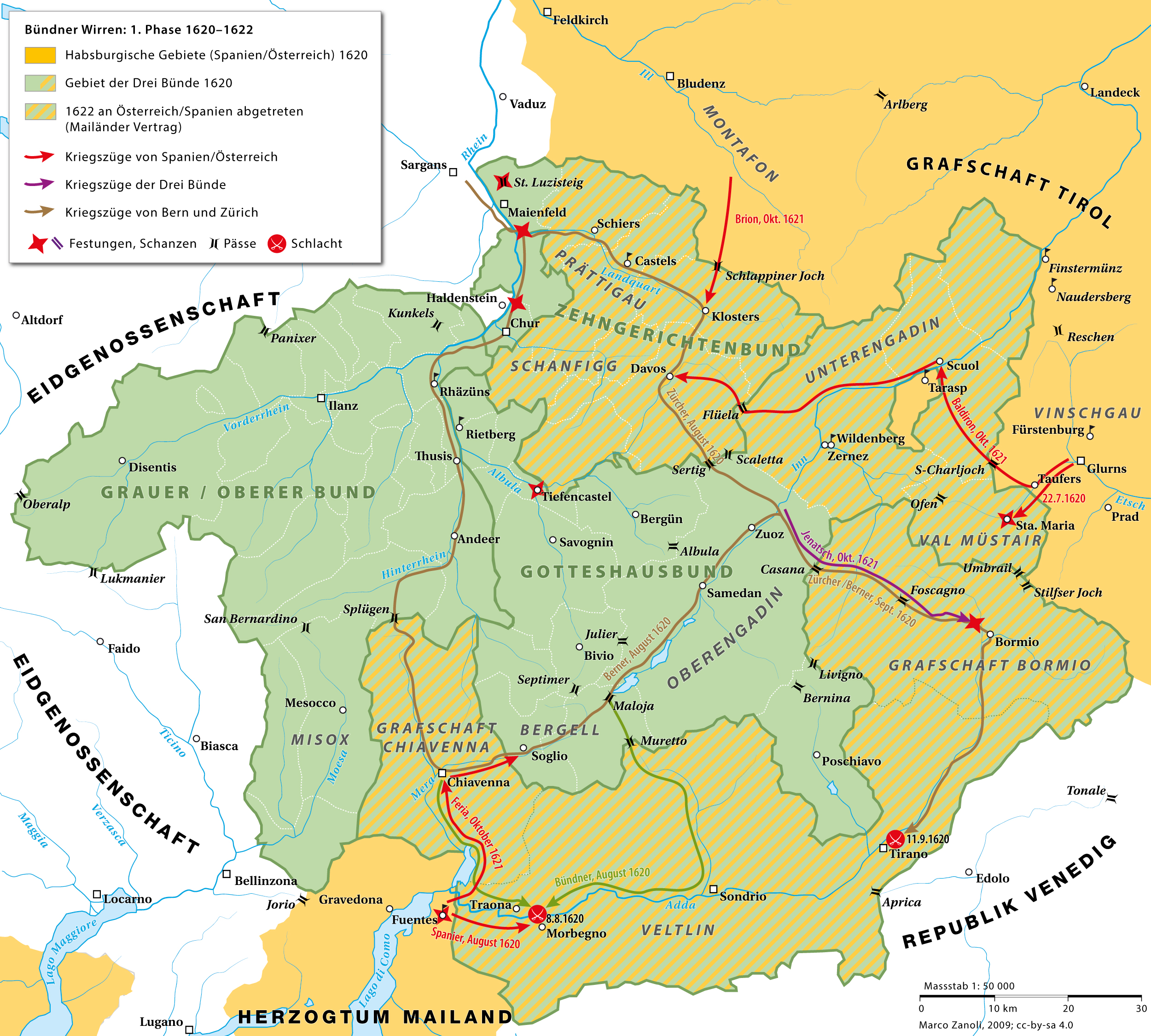
Karte zu der ersten Phase der Bündner Wirren bis zum Mailänder Vertrag 1622

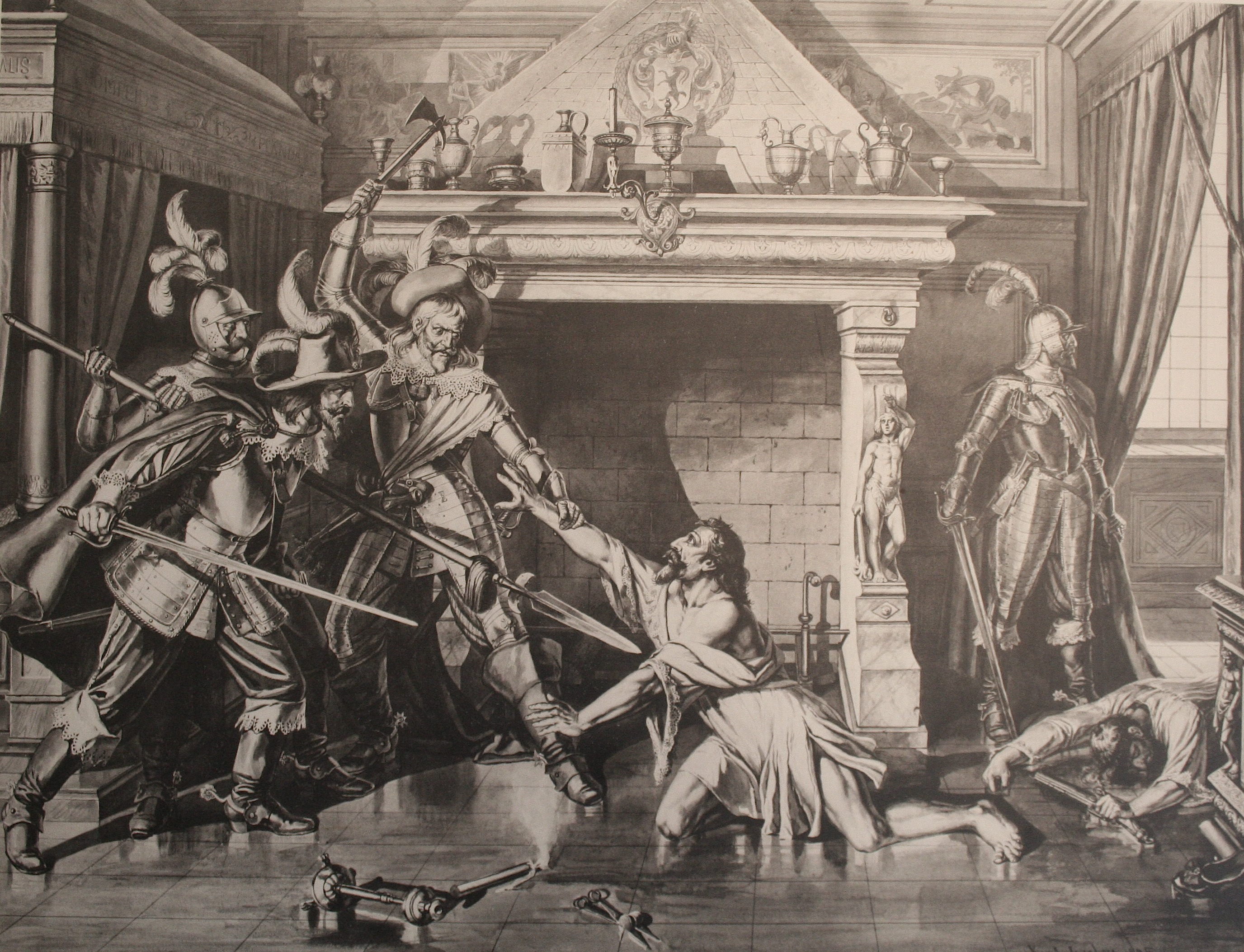
Die Ermordung Plantas auf einer Darstellung des Historienmalers Karl Jauslin

Der eigentliche Auftakt zu den Bündner Wirren war der Veltliner Mord vom 18. und 19. Juli 1620, als italienische Söldner unter Ritter Giacomo Robustelli, dem Neffen von Rudolf Planta, ins Veltlin eindrangen und die katholische einheimische Führungsschicht für einen Aufstand gegen ihre mehrheitlich reformierten Bündner Landesherren gewannen. Rund 500 Protestanten wurden getötet und Hunderte von Angehörigen der Bündner Führungsschicht flohen aus dem Veltlin, darunter auch alle evangelischen Prädikanten.
Danach war das Veltlin und Bormio für die Drei Bünde verloren. Die beiden Gebiete richteten eine unabhängige Regierung ein mit Giacomo Robustelli an der Spitze, die mit Schreiben an die europäischen Herrscher um ihre Anerkennung bat. Spanische Truppen aus Mailand besetzten das Veltlin, um die Addastrasse zu sichern, während Erzherzog Leopold V. von Tirol aus Truppen ins Münstertal einrücken liess, um den Umbrailpass zu sichern. Die Bündner versuchten sofort, das Veltlin zurückzuerobern und zogen mit einigen Regimentern über Chiavenna und den Murettopass ins Veltlin, wurden jedoch am 8. August 1620 bei Morbegno geschlagen.
Nun ersuchten die Bündner bei der Eidgenossenschaft um Unterstützung. Die katholischen Kantone verweigerten einen Zuzug, während Bern und Zürich Truppen entsandten. Wegen der Obstruktion durch die katholischen Kantone mussten diese mit einem weiten Umweg über das Toggenburg nach Graubünden ziehen. Der schlecht geplante Feldzug endete nach der Plünderung Bormios, wo die Reformierten Vergeltung für den Veltliner Mord übten, in der Niederlage in der Schlacht bei Tirano am 11. September 1620. Nun drohte den Drei Bünden auch die Auflösung von innen. Im Herbst 1620 warben die Spanier in der Innerschweiz 1500 katholische Söldner und verlegten sie nach Reichenau GR, um die katholische Sache in Bünden zu unterstützen und den zurückgekehrten Pompejus Planta zu schützen. Am 6. Februar 1621 schlossen Abgeordnete des mehrheitlich katholischen Grauen Bundes in Mailand einen Separatfrieden mit Spanien. Dieser sah zwar die Rückgabe von Veltin und Bormio an die Drei Bünde vor, gab den Spaniern aber freies Durchzugs- und Besatzungsrecht, auch für die Bündner Pässe. Ausserdem war der Graue Bund bereit, die von Habsburg beanspruchten Gebiete der Drei Bünde aus dem Bund auszuschliessen. Dies hätte acht Gerichte (Klosters, Davos, Belfort, Churwalden, Ausserschanfigg, Langwies, Schiers und Castels) des Zehngerichtebundes, das Unterengadin und das Münstertal betroffen. Zahlreiche reformierte Familien flüchteten aus Graubünden und dem Veltlin in die Eidgenossenschaft, besonders nach Zürich und Bern. Dies motivierte angeblich neben privaten Rachemotiven Jörg Jenatsch am 25. Februar 1621 im Schloss Rietberg im Domleschg Pompejus Planta, den Führer der spanischen Partei, zu ermorden. Jenatsch war reformierter Prädikant in Berbenno bei Sondrio gewesen und mit seiner Familie nur knapp dem Veltliner Mord entkommen.
Auch späteren Aktionen zur Rückgewinnung des Veltlins war kein Erfolg beschieden. Die letzte fand im Oktober 1621 unter der Führung von Jörg Jenatsch statt, der mit rund 6000 schlecht ausgerüsteten Kämpfern nach Bormio zog, wo der Angriff am Mangel an Artillerie scheiterte. Ebenfalls im Oktober 1621 fielen die spanisch-habsburgischen Truppen von verschiedenen Seiten in den Drei Bünden ein. Oberst Erhard Brion griff über das Schlappiner Joch vom Montafon aus das Prättigau an, der spanische Gouverneur in Mailand, Gómez Suárez de Figueroa, Herzog von Feria, eroberte Chiavenna und drang ins Bergell ein, während Oberst Alois Baldiron mit 8000 Mann über das S-charltal vom Vinschgau her ins Unterengadin einfiel und nach heftigem Widerstand bei Scuol sich den Weg über den Inn erkämpfte. Von dort aus zog er nach Davos, wo er die Prättigauer zur Huldigung an Österreich zwang. Am 22. November 1621 zog Baldiron mit Rudolf Planta, dem Anführer der spanischen Partei, in Chur ein, während die letzten Zürcher Truppen unter Oberst Steiner, die noch am Luzisteig und bei Maienfeld ausgeharrt hatten, das Land verliessen. Jenatsch und die übrigen Führer der venezianisch-französischen Partei flohen, Blasius Alexander geriet in die Hände der Österreicher und wurde im Dezember 1622 in Innsbruck enthauptet. Anschliessend zog Baldiron über den Albulapass ins Oberengadin und ins Puschlav, um den restlichen Teil des Gotteshausbundes zu unterwerfen.
In den Mailänder Verträgen vom Januar 1622 mussten die Drei Bünde gegen einen Jahrestribut von 25'000 Gulden auf das Münstertal, das Unterengadin, Davos, Schanfigg, Belfort und das Prättigau verzichten, die wieder zu habsburgischen Untertanen wurden. Weiter wurde ihnen auferlegt, für alle Zeiten auf Bormio und das Veltlin zu verzichten, ihre Pässe offen zu halten und für zwölf Jahre in Chur und in Maienfeld eine kaiserliche Besatzung zu dulden. Gleichzeitig wurde die Rekatholisierung der abgetretenen Gebiete an die Hand genommen, indem alle reformierten Prädikanten ausgewiesen und die Kapuziner ins Land gerufen wurden. Die Drei Bünde waren zu einem österreichischen Protektorat geworden, nur der Graue Bund konnte sich mit Unterstützung der katholischen Kantone eine gewisse Selbständigkeit bewahren.

## Prättigauer Aufstand und Zweite österreichische Invasion 1622

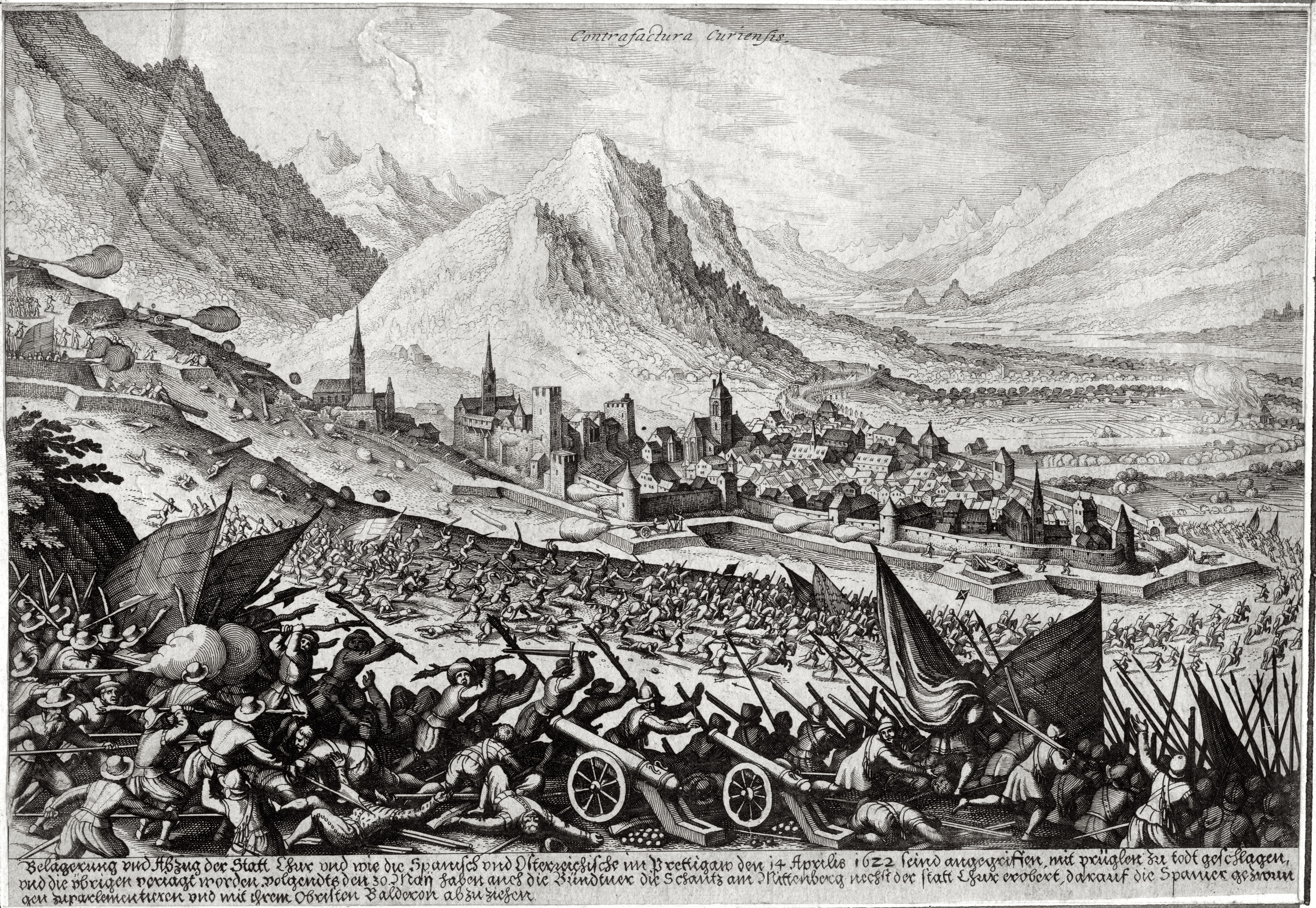
Kämpfe zwischen den aufständischen Prättigauern und österreichischen Truppen vor Chur am 14. April 1622

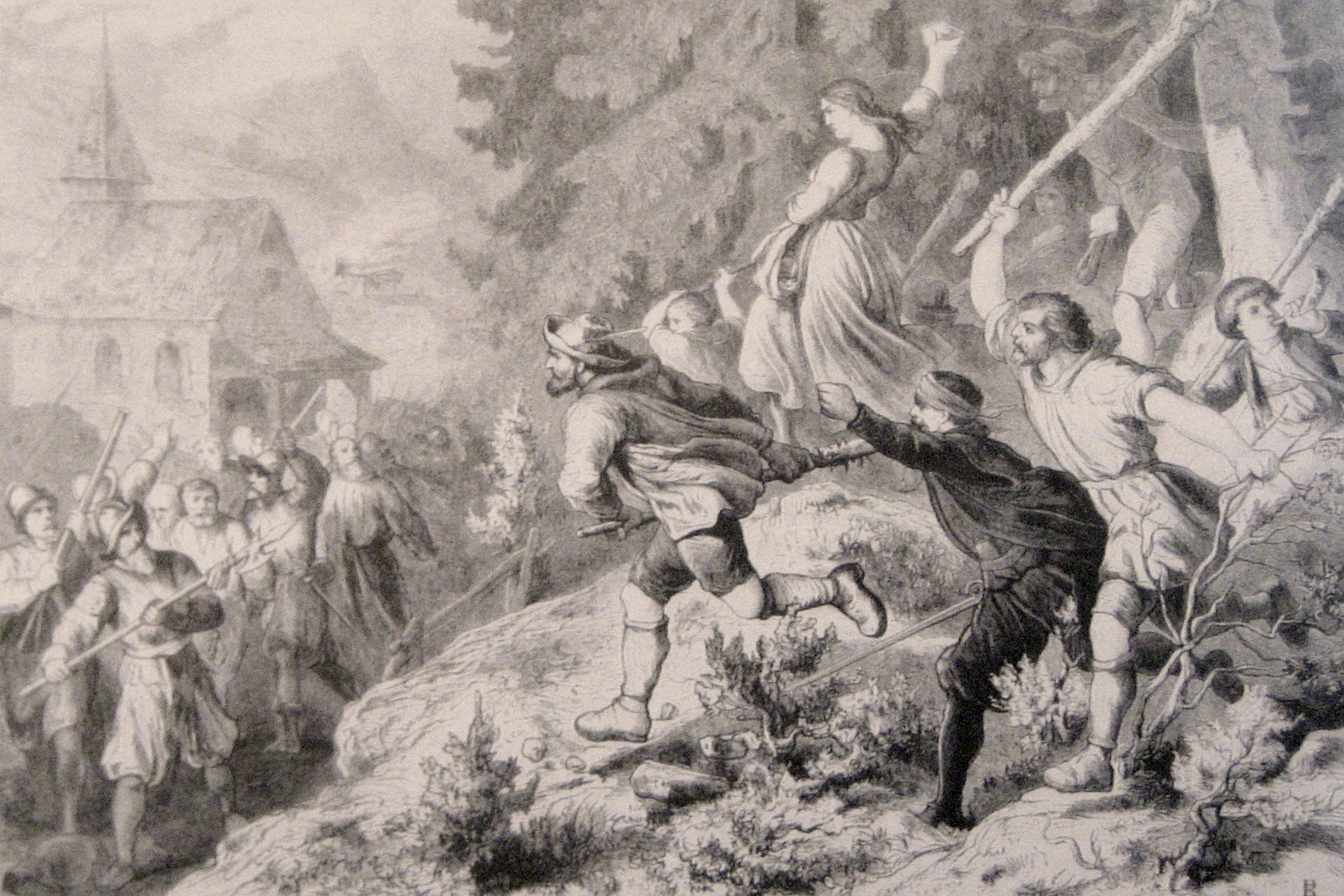
Keulen der Verzweiflung: Angriff der Prättigauer auf die Österreicher. Holzschnitt von Gottlieb Emil Rittmeyer (1820–1904)

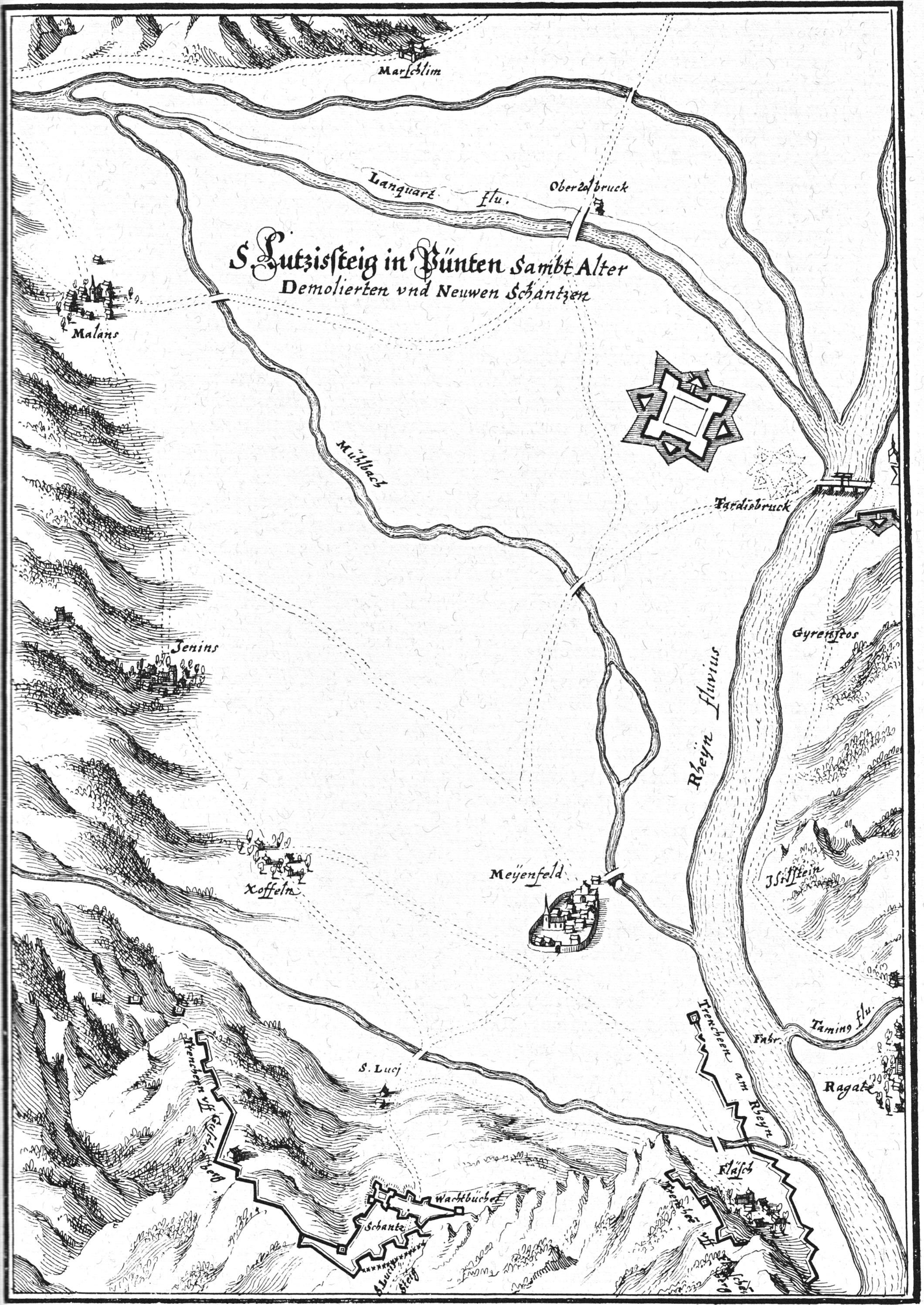
Die Situation zwischen dem Fluss Landquart und dem Luzisteig zur Zeit der Bündner Wirren. Eingezeichnet sind die Festungswerke, die Johann Ardüser nach 1631 für die Drei Bünde errichtete

Nach der Unterzeichnung des Mailänder Vertrages begann Österreich in den von den Bünden abgetretenen Gebieten die Rekatholisierung. Die Ausübung des reformierten Glaubens wurde untersagt und die reformierten Prediger wurden aus den acht Gerichten und dem Unterengadin ausgewiesen. Der Kapuzinerorden übernahm die Pfarrkirchen, der Besuch der katholischen Predigt wurde zur Pflicht. In den eroberten Gebieten wurden Kontributionen eingetrieben und die Waffen eingesammelt.
Am 5. April 1622 erhoben sich im Prättigau die Bauern gegen die bedrückende Herrschaft Österreichs und vertrieben die österreichischen Truppen und die Kapuziner aus dem Tal. Nach der Rückkehr der Exilanten übernahm Rudolf von Salis den Oberbefehl über die Aufständischen, die von Venedig, Zürich und Glarus finanziell unterstützt wurden. Der Gotteshausbund und der Obere Bund verweigerten jede Hilfeleistung und ersuchten die Eidgenossenschaft, jede Unterstützung der Aufständischen zu unterlassen. Die Aufständischen schlugen mit eidgenössischem Zuzug verstärkt die im Land verbliebenen österreichischen Truppen in Gefechten bei Fläsch und an der Molinära zwischen Trimmis und Chur, so dass die Besatzungen von Maienfeld und Chur kapitulieren und das Land verlassen mussten.
Nach einer gewaltsamen Intervention von Rudolf von Salis konnten auch die anderen beiden Bünde dazu bewegt werden, den Mailänder Vertrag aufzukündigen und am 14./27. Juni in Chur den gemeinsamen Bund neu zu beschwören. Der Bundestag ernannte Rudolf von Salis zum «Dreibündegeneral» und unterstellte ihm 1200 Mann aus jedem Bund als gemeinsame Armee. Die Bündner gingen nun in die Offensive gegenüber den benachbarten Talschaften und plünderten die österreichischen Dörfer zwischen dem Luzisteig und Feldkirch und fielen ins Montafon ein.
Am 31. August 1622 liess Erzherzog Leopold V. seine Generäle zum Gegenschlag ausholen. Graf Alwig von Sulz und Oberst Baldiron fielen mit gegen 10'000 Mann von Samnaun durch die Val Sampuoir ins Unterengadin ein. Rudolf von Salis verfügte zu diesem Zeitpunkt über ca. 2000 Mann und ersuchte in den Bünden vergeblich um weiteren Zuzug. Ohne Erfolg versuchte er die österreichischen Truppen bei Remüs und an der Tasna aufzuhalten und musste sich nach Susch zurückziehen. Als klar wurde, dass kein weiterer Zuzug aus den Bünden erfolgen würde, besetzte er den Flüelapass und nahm in Davos Quartier. Das Engadin wurde damit den Österreichern kampflos überlassen, die alle Dörfer plünderten und brandschatzten. Baldiron und von Sulz zogen anschliessend über den Scalettapass ins Prättigau und umgingen so die Stellungen der Bündner auf dem Flüela. Salis musste sich weiter talabwärts zurückziehen und versuchte noch einmal am 5. September zwischen Raschnals und Aquasana in der Nähe von Saas die österreichischen Truppen aufzuhalten. Die Stellungen waren jedoch von den durch Fahnenflucht geschwächten Truppen nur so lange zu halten, als dass der Bevölkerung genügend Zeit zur Flucht blieb. Salis zog sich schrittweise bis nach Malans zurück und deckte die Flucht der Prättigauer Bevölkerung in die Eidgenossenschaft. Wie im Unterengadin gingen auch im Prättigau sämtliche Dörfer im Zug der österreichischen Eroberung in Flammen auf. Die Not der Bevölkerung war gross und Seuchen und Hungersnot griffen um sich. Über den von Zeitgenossen als drastisch beschriebenen Rückgang der zivilen Bevölkerung im Engadin und im Prättigau gibt es keine genauen Zahlen, die österreichischen Truppen wurden jedoch ebenfalls von der als «Ungarische Krankheit» bezeichneten Seuche erfasst und stark dezimiert. Die Besatzung von Maienfeld beklagte ca. 2000 Tote und die Armee von Oberst Baldiron schmolz von 3000 auf 400 Mann zusammen, als sie im Dezember 1622 Graubünden verliess.
Der Winter 1622/23 ging als besonders verlustreicher Hungerwinter in die Geschichte Graubündens ein.
Die siegreichen Österreicher diktierten den Bündnern am 30. September 1622 den Lindauer Vertrag, der im Wesentlichen den Mailänder Vertrag wieder in Kraft setzte. Die erneut unter die Herrschaft Österreichs unterworfenen Gebiete mussten zusätzlich sämtliche Freiheitsbriefe ausliefern und auf jegliche Verbindungen mit dem Oberen und dem Gotteshausbund verzichten. Diesen wurde untersagt, ohne Zustimmung Österreichs Bündnisse abzuschliessen. Maienfeld und Chur sollten von Österreich bei Bedarf besetzt werden dürfen und die Pässe standen wieder für den Durchzug österreichischer bzw. spanischer Truppen offen. Auf dem gesamten Gebiet der Bünde sollte die katholische Kirche sämtliche Besitzungen, Freiheiten und Rechte zurückerhalten, die sie im Jahr 1526 innegehalten hatte.
Der Lindauer Vertrag bildete die Grundlage für die Gegenreformation in Graubünden. In den Jahren 1622 und 1623 leitete der Kapuzinerpater Ignatius die Restaurationsbemühungen der katholischen Kirche. Zahlreiche Personen traten nach dem Vorbild von Rudolf von Planta zum Katholizismus über. Wo Widerstand gegen das Verbot des evangelischen Gottesdienstes erwuchs, wurde energisch eingeschritten, wie in Poschiavo, wo die evangelische Gemeinde mit Waffengewalt zur Unterwerfung gezwungen wurde. Nicht alle Hochgerichte wurden gleichermassen von der Rekatholisierung erfasst. Im Oberengadin und im Bergell war ihr beispielsweise wenig Erfolg beschieden. Auch die Restitution der kirchlichen Güter traf auf starken Widerstand, auch von Seiten der Katholiken, die sich ehemalige Kirchengüter, besonders aus dem Besitz der Klöster Disentis und Cazis angeeignet hatten.

## Die erste französische Intervention 1624 und der Vertrag von Monzón 1626

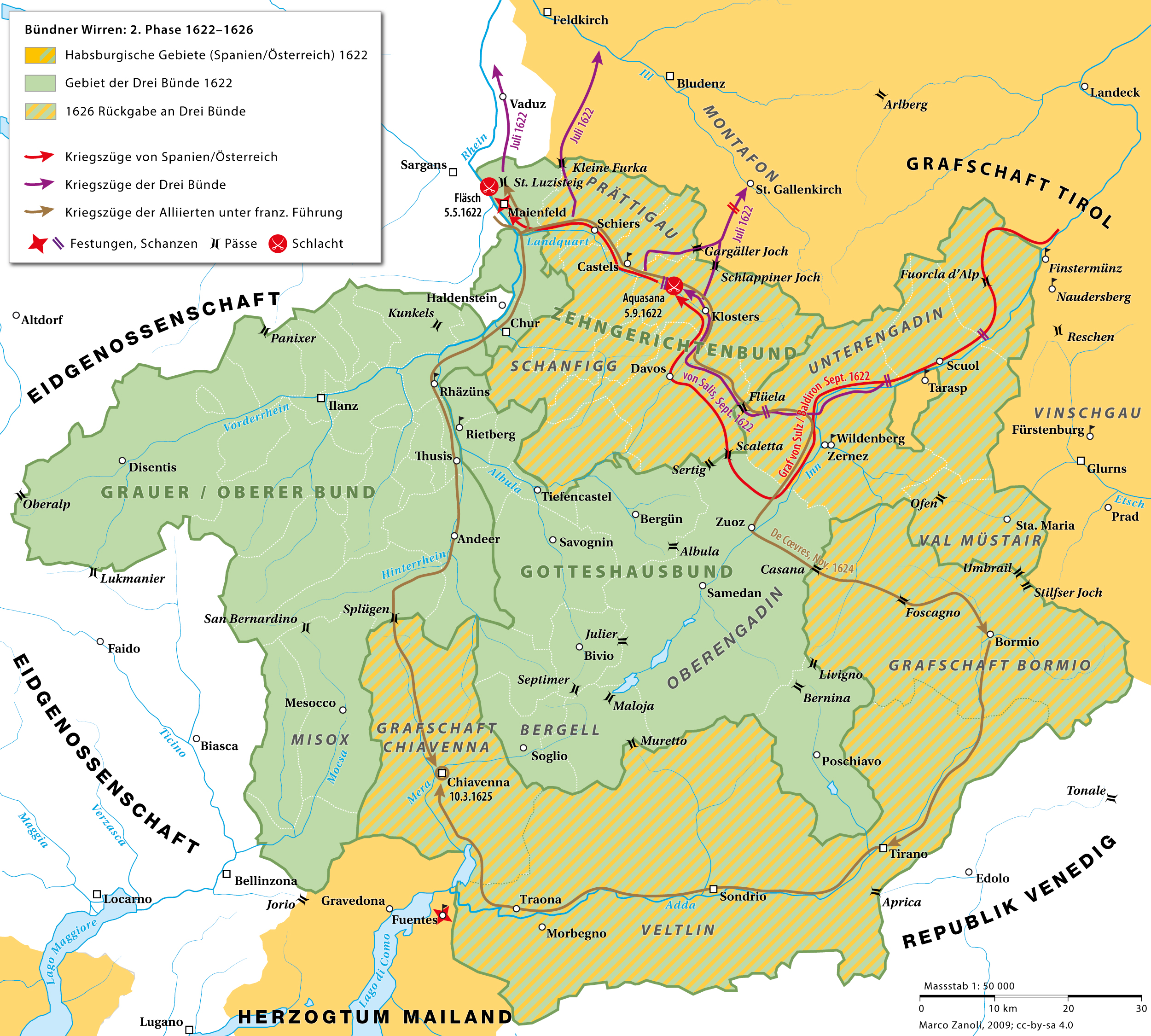
Karte zur zweiten Phase der Bündner Wirren von 1622 bis zum Vertrag von Monzon 1626

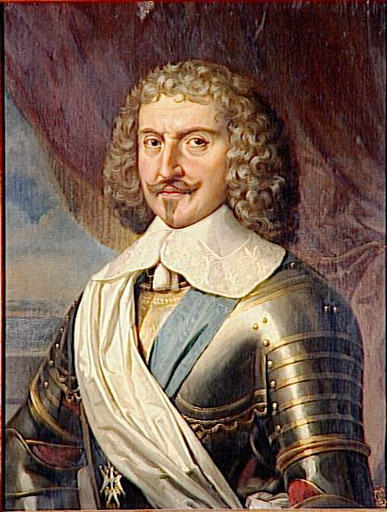
François-Annibal d’Estrées, Marquis de Cœuvres, Oberbefehlshaber der französischen Interventionstruppen 1624/25

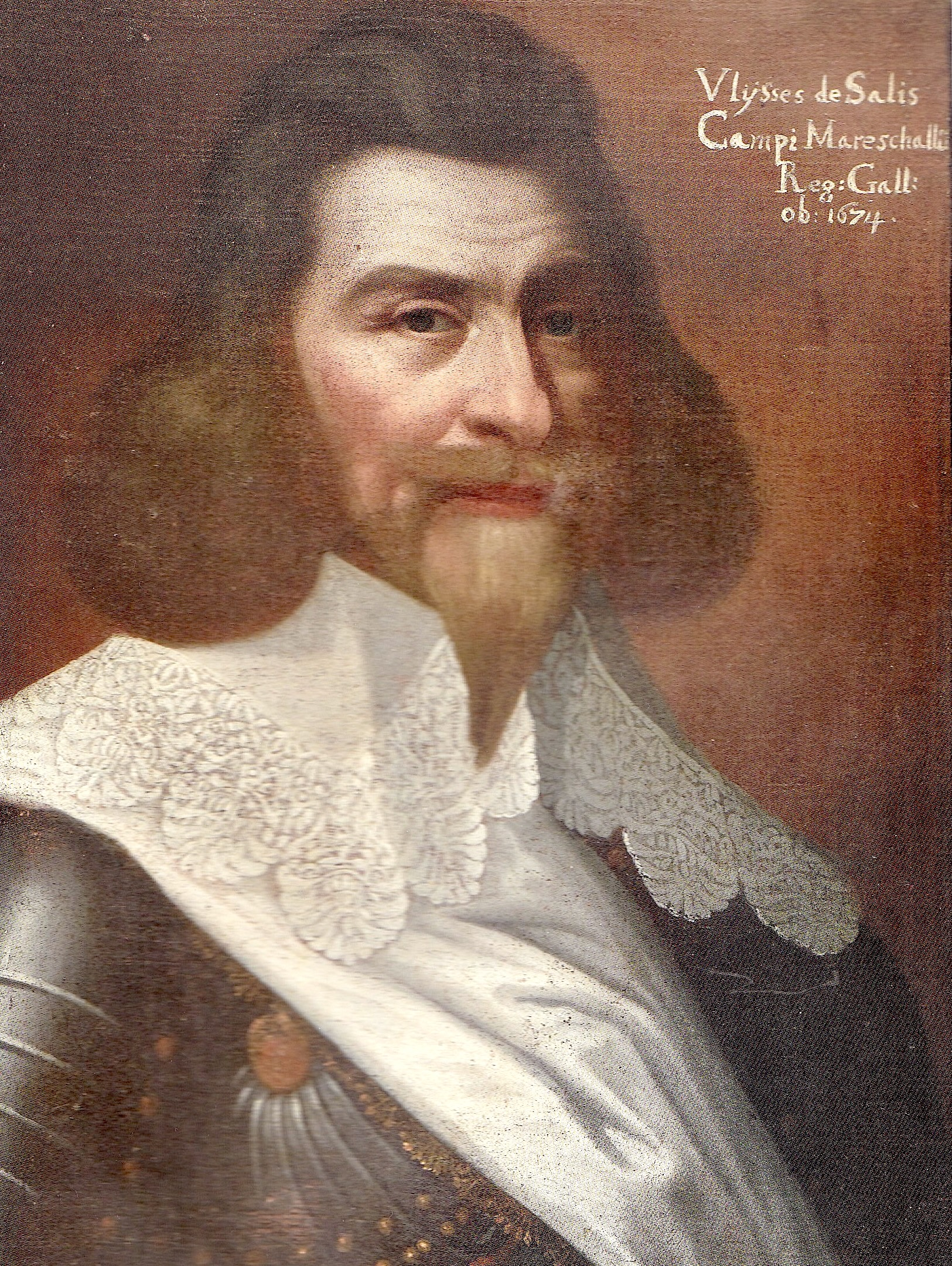
Ulysses von Salis

In Frankreich, das zwar katholisch war, aber dennoch die protestantische Seite unterstützte, bestimmte Kardinal Richelieu weitgehend die Politik. Er fühlte sich durch die spanisch-habsburgischen Erfolge bedroht und griff zugunsten Bündens in die Auseinandersetzungen ein. Am 17. Februar 1623 schloss Frankreich mit Savoyen und Venedig ein Bündnis zur Befreiung Graubündens. Frankreich zog ein Heer in Burgund zusammen und Jörg Jenatsch und Ulysses von Salis warben mit französischem Geld unter bündnerischen Flüchtlingen sowie eidgenössischen und französischen Söldnern ein 8000 Mann starkes Heer an, das dem französischen General François-Annibal d’Estrées, Marquis de Cœuvres unterstellt wurde. In der Zwischenzeit erreichten im April der Gotteshausbund und der Graue Bund den Abzug der österreichischen Truppen unter dem Grafen von Sulz gegen Bezahlung einer Kontribution. Nur der Zehngerichtebund und das Unterengadin blieben besetzt. Erzherzog Leopold V. verkündete für die reformierten Bewohner ein Ultimatum, das eine Bekehrung binnen sechs Monaten oder Auswanderung verlangte.
Als der Marquis de Cœuvres als ausserordentlicher Gesandter in die Eidgenossenschaft kam und Verhandlungen über eine eidgenössische Beteiligung am Kriegszug führte, äusserten die katholischen Kantone Bedenken. Trotzdem kamen bis Oktober 1624 mit den bereits angeworbenen Truppen sechs eidgenössische Regimenter zustande, eins aus Zürich unter Kaspar Schmid, eins aus Bern unter Niklaus von Diesbach, eins aus exilierten Bündnern unter Rudolf von Salis sowie drei weitere aus dem Wallis, Zug und Uri. Dazu kam noch ein Kontingent französischer Truppen, so dass um die 12'000 Mann bereitstanden. Am 28. Oktober 1624 besetzte Rudolf von Salis mit einem der Bündner Regimenter die Tardisbrücke, den Luziensteig, die Landquartbrücke und den Eingang ins Prättigau und sicherte so den Zugang nach Graubünden. Nach dem Einmarsch des Gros der Truppen de Cœuvres zogen die österreichischen Besatzungstruppen kampflos ab. Die acht Gerichte im Prättigau erneuerten die Bundesbriefe und die zurückkehrenden evangelischen Pfarrer ersetzten wieder die Kapuziner. Auch das Unterengadin wurde von österreichischen Truppen verlassen und Rudolf von Planta musste nach Meran fliehen. Am 7. November beschlossen die Vertreter der Drei Bünde, ihre Truppen mit den eidgenössischen und französischen Kontingenten unter De Cœuvres zu vereinigen. Die Truppen dieser Allianz besetzten das Engadin und zogen über die verschneiten Pässe nach Bormio, Chiavenna und Tirano, wo De Cœuvres die Verbindung über den Apricapass zum verbündeten Venedig etablierte. So gelang noch im Dezember die Rückeroberung der ehemaligen Untertanengebiete, ohne dass die päpstlichen Truppen ernsthaft Widerstand geleistet hätten. Nur die Burg von Chiavenna ergab sich vorerst nicht und wurde belagert. Verstärkt mit Nachschub, Waffen und Munition zog De Cœuvres von Tirano nach Chiavenna, wo die Burg nach Artilleriebeschuss am 10. März 1625 kapitulierte. Spanische und österreichische Truppen erreichten das Veltlin zu spät, als dass sie gegen die vereinigten Kräfte Frankreichs, der Drei Bünde, der Eidgenossenschaft und Venedigs etwas hätten erreichen können.
Wegen des innerfranzösischen Konflikts mit den Hugenotten sah sich Richelieu bald gezwungen, auf päpstliche Vermittlung im Konflikt mit Spanien einzutreten. Im Vertrag von Monzón (auch Vertrag von Monsonio) am 5. März 1626 einigte er sich ohne Bündner Beteiligung mit Spanien darauf, dass das Veltlin zwar nominell wieder der Bündner Herrschaft unterstellt werden sollte, aber dass ausser einer jährlichen Abgabe von 25'000 Gulden keine Herrschaftsrechte durch die Drei Bünde ausgeübt werden konnten. Weder sollten sie Besatzungen in die Talschaft legen dürfen noch in deren Selbstverwaltung eingreifen dürfen. Insbesondere sollte der katholische Kultus geschützt und das Eindringen der Reformation verhindert werden. Das Tal sollte vorläufig durch päpstliche Truppen gesichert und damit im Konflikt zwischen Frankreich und Spanien neutralisiert werden und erhielt durch den Vertrag faktisch politische Eigenständigkeit unter nomineller Bündner Oberhoheit. Im Februar 1627 zogen sich die Franzosen zurück und päpstliche Truppen besetzten das Veltlin. Die Bündner anerkannten zwar den Vertrag nicht, sahen sich aber vorerst ausserstande, gegen ihn vorzugehen. Die Erbitterung über den Vertrag führte zu einer Annäherung der Bündner an Erzherzog Leopold V., mit dem sie sich 1629 auf eine Erneuerung der Erbeinigung von 1518 verständigten. Leopold anerkannte die Zugehörigkeit der acht Gerichte und des Unterengadins zu den Drei Bünden, verweigerte aber die Religionsfreiheit der unter habsburgischen Herrschaft stehenden Gerichte. Die drei Talschaften Chiavenna, Veltlin und Bormio bauten 1627 eine selbständige Verwaltung unter je einem eigenen Landeshauptmann auf.

## Dritte österreichische Invasion 1629 und Frieden von Cherasco 1631

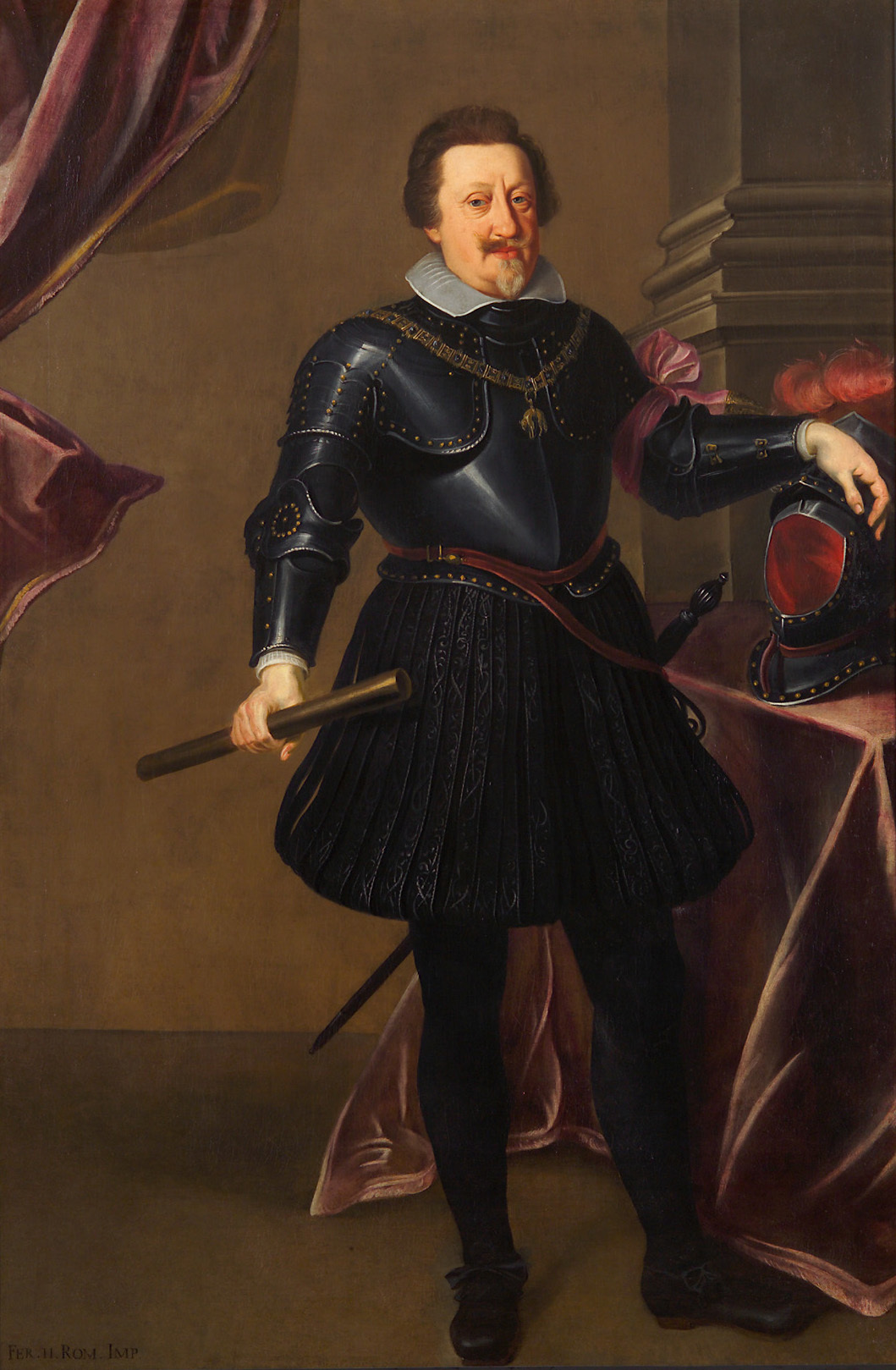
Kaiser Ferdinand II. von Habsburg

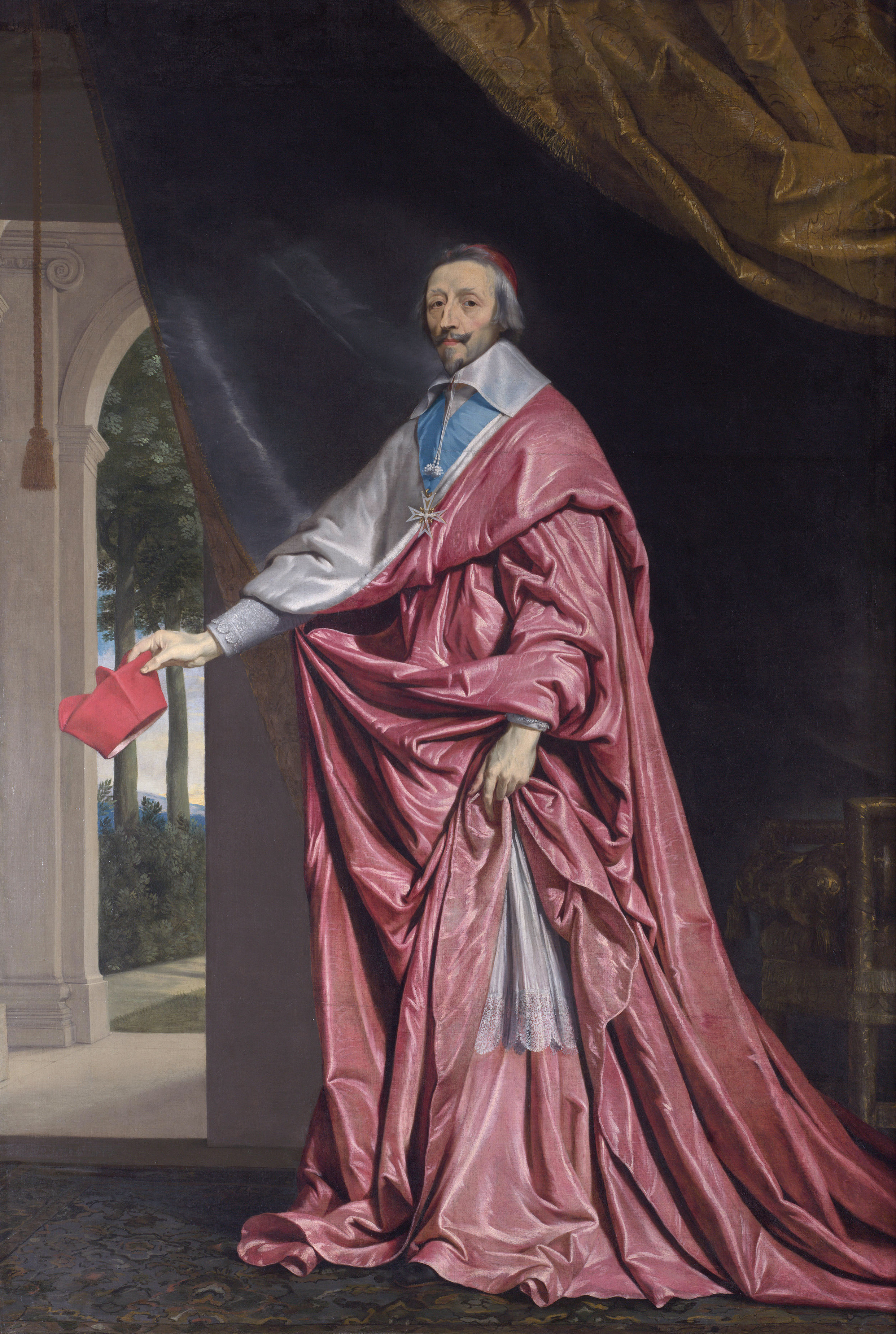
Kardinal Richelieu

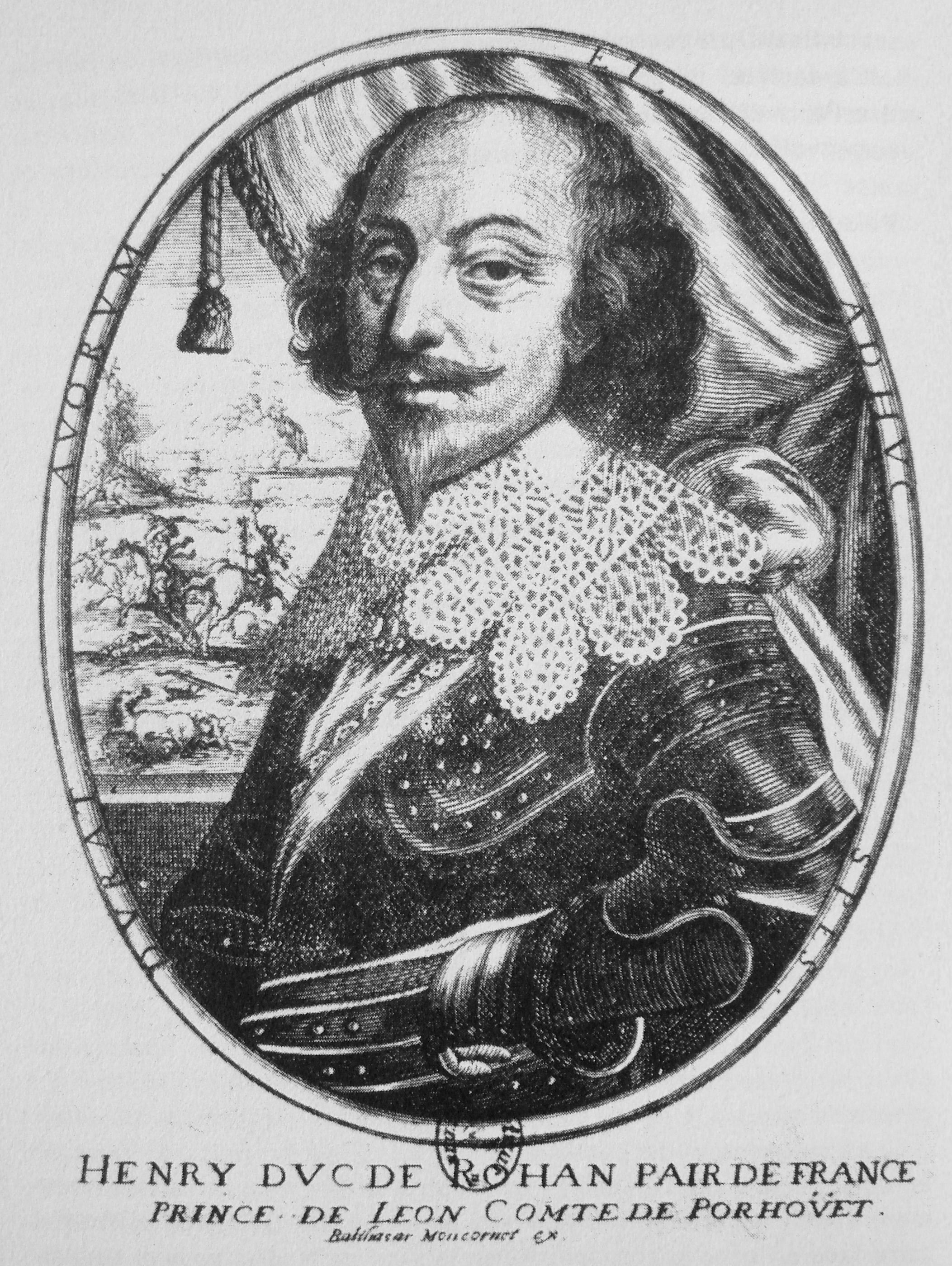
Henri II. de Rohan

Im Verlauf des Jahres 1628 bildeten sich auf dem gesamteuropäischen Schachbrett des Dreissigjährigen Krieges neue Allianzen. Frankreich, das die Hugenotten niedergerungen hatte, verbündete sich mit Savoyen, erhob Anspruch auf das Herzogtum Mantua und erklärte Spanien den Krieg, das seinerseits wiederum vom Kaiser unterstützt wurde. Im Norden traf Schweden Anstalten, auf der Seite der protestantischen Reichsstände in den Krieg gegen Kaiser Ferdinand II. einzutreten, der auf dem Höhepunkt seines Erfolges stand und im März 1629 per Edikt die Restitution allen katholischen Besitzes in den protestantischen Gebieten des Reiches verfügte. Da die Eidgenossenschaft und die Drei Bünde zu diesem Zeitpunkt rechtlich noch zum Reich gehörten, betraf dieses Edikt auch deren Gebiet.
Als Ferdinand II. in Schwaben und im Fricktal ein Heer zur Unterstützung Spaniens im Krieg um Mantua zusammenzog und das Fürstbistum Basel besetzte, vereinigten sich die protestantischen Kantone in einem Verteidigungsbündnis. Die Drei Bünde versammelten ein Heer von 6000 Mann und ersuchten die Eidgenossenschaft um Unterstützung. Gleichzeitig schickten sie im November eine Gesandtschaft zu Erzherzog Leopold V. nach Innsbruck, um von ihm eine Bestätigung der alten Erbeinung zu erhalten, die vor dem Lindauer Vertrag – Leopold hatte bis zu diesem Zeitpunkt die Rechtslage, die sich aus dem Vertrag von Monzon ergeben hatte, noch nicht anerkannt – die Basis der wechselseitigen Beziehungen zwischen Habsburg und den Bünden gebildet hatte. Die Verhandlungen in Innsbruck zogen sich ergebnislos bis in den Frühling 1629, weil Leopold nicht auf die Rekatholisierung seiner Bündner Gebiete verzichten wollte und auch der Fürstbischof von Chur, Joseph Mohr, seine landesherrlichen Rechte gestützt auf das kaiserliche Restitutionsedikt zurückverlangte.
Im Mai 1629 zog ein kaiserliches Heer unter Johann Philipp Eugen, Graf von Merode, von Lindau aus in Richtung der Bündner Pässe. Graf Alwig von Sulz lud Bündner Abgeordnete nach Burg Gutenberg bei Balzers ein, um mit ihnen über die Modalitäten eines Durchzugs nach Italien zu verhandeln. Diese wurden auch am 27. Mai entsandt mit einem Begleitschreiben des französischen Gesandten in Chur, das die Bereitschaft Frankreichs zum Schutz Bündens bestärkte. Während die Bündner Gesandten auf Schloss Gutenberg hingehalten wurden, besetzten jedoch kaiserliche Truppen den Luziensteig und drangen plündernd in die Bündner Herrschaft ein. Am 28. Mai wurde Chur besetzt. Das österreichische Heer zog darauf unbehelligt über die Bündner Pässe nach Italien, liess aber auch einige Tausend Mann Besatzung entlang der Passstrassen zurück. Am Luzisteig, bei Landquart, Haldenstein, Tiefencastel, Reichenau, Fürstenau und Chamues-ch wurden österreichische Befestigungen angelegt.
Die österreichischen Truppen brachten die Beulenpest nach Graubünden, die in den betroffenen Gebieten bis zu zwei Drittel der Bevölkerung dahinraffte, gesamthaft um die 12'000 Menschen starben. Am 8. August erklärte Erzherzog Leopold V., dass er die Bedingungen des Lindauer Vertrages als wieder in Kraft gesetzt betrachte und wies alle Bündner Proteste von sich, da diese freien Durchzug für Österreich vorsehen würden. Er schloss allerdings mit den Drei Bünden am gleichen Tag eine neue Erbeinung, die eine jährliche Pension für die Bünde von 600 Gulden als Entschädigung für das Durchzugsrecht vorsah. Erneut wurden in den Acht Gerichten und im Unterengadin gegenreformatorische Massnahmen eingeleitet. Die Kirchen und die Pfründen wurden den Kapuzinern übergeben und die österreichischen Amtleute kehrten zurück. Im Unterengadin verlangte Matthias Burklehner, der österreichische Kommissär in Nauders, sogar die Entfernung der evangelischen Toten aus den Friedhöfen. Als Widerstand gegen ihn und den zurückgekehrten Rudolf von Planta aufkam, wurde das Unterengadin von 2000 Soldaten besetzt. Für den Gotteshausbund und den Oberen Bund erwiesen sich zudem die weitgehenden und von Erzherzog Leopold gestützten landesherrlichen Ansprüche des Fürstbischofs von Chur als Bedrohung. Die Erfüllung aller bischöflicher Forderungen hätte den grössten Teil des verbliebenen Freistaats in ein geistliches Fürstentum unter dem Bischof von Chur verwandelt.
Der Krieg in Italien verlief jedoch eher zugunsten Frankreichs. Auch die eidgenössischen Stände Zürich, Bern, Basel, Glarus, Freiburg, Solothurn, Schaffhausen und Appenzell entsandten Truppen gegen Spanien unter Ludwig von Erlach und Franz d’Affry. Als 1631 Schweden ein Bündnis mit Frankreich schloss und ins Reich einfiel, sah sich Kaiser Ferdinand gezwungen, den Krieg in Italien abzubrechen und mit Frankreich am 6. April 1631 den Frieden von Cherasco abzuschliessen. Die Ausführungsbestimmungen zum Vertrag vom 19. Juni sahen auch vor, dass die Bündner Pässe von Österreich geräumt werden sollten. Tatsächlich räumten die österreichischen Truppen bis am 10. September Graubünden und zerstörten die von ihnen angelegten Befestigungen. Am 18. September 1631 versammelten sich in Ems die Vertreter der Drei Bünde und erneuerten feierlich die alten Bünde. Sie beschlossen die Befestigung des Luzisteigs, der Rhein- und der Landquartbrücke nach den Plänen von Johannes Ardüser und die dauerhafte Besetzung dieser Schlüsselpunkte mit je 300 Mann. Mit französischem Geld wurde in den Drei Bünden eine Armee von 3000 Mann ausgehoben, die von einheimischen Offizieren geführt wurden. Die französischen Interessen wurden im Namen Richelieus von Herzog Henri II. de Rohan vertreten, der sich als Feldherr der Hugenotten einen Namen gemacht hatte. Wegen seines calvinistischen Glaubens und seines geschickten Vorgehens erreichte er Ende Dezember 1631, dass ihm die Drei Bünde den Oberbefehl über ihre Truppen übertrugen. Die Drei Bünde wurden nun faktisch ein französisches Protektorat. Die Drei Bünde verlangten vergeblich von Rohan die Unterwerfung ihrer ehemaligen Untertanengebiete Chiavenna, Veltlin und Bormio.

## Zweite französische Intervention

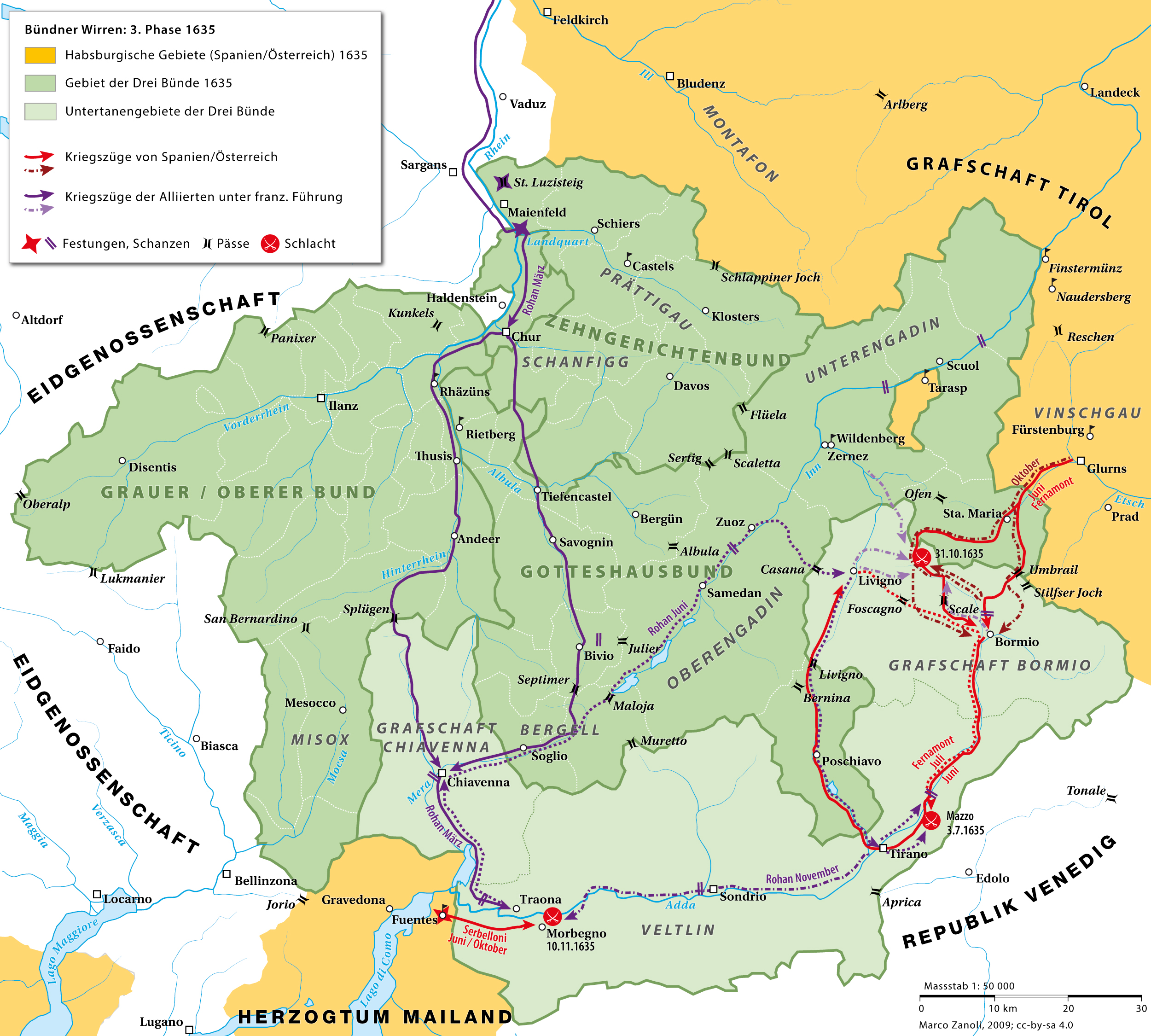
Karte zum Gebirgskrieg des Herzogs Rohan Sommer/Winter 1635

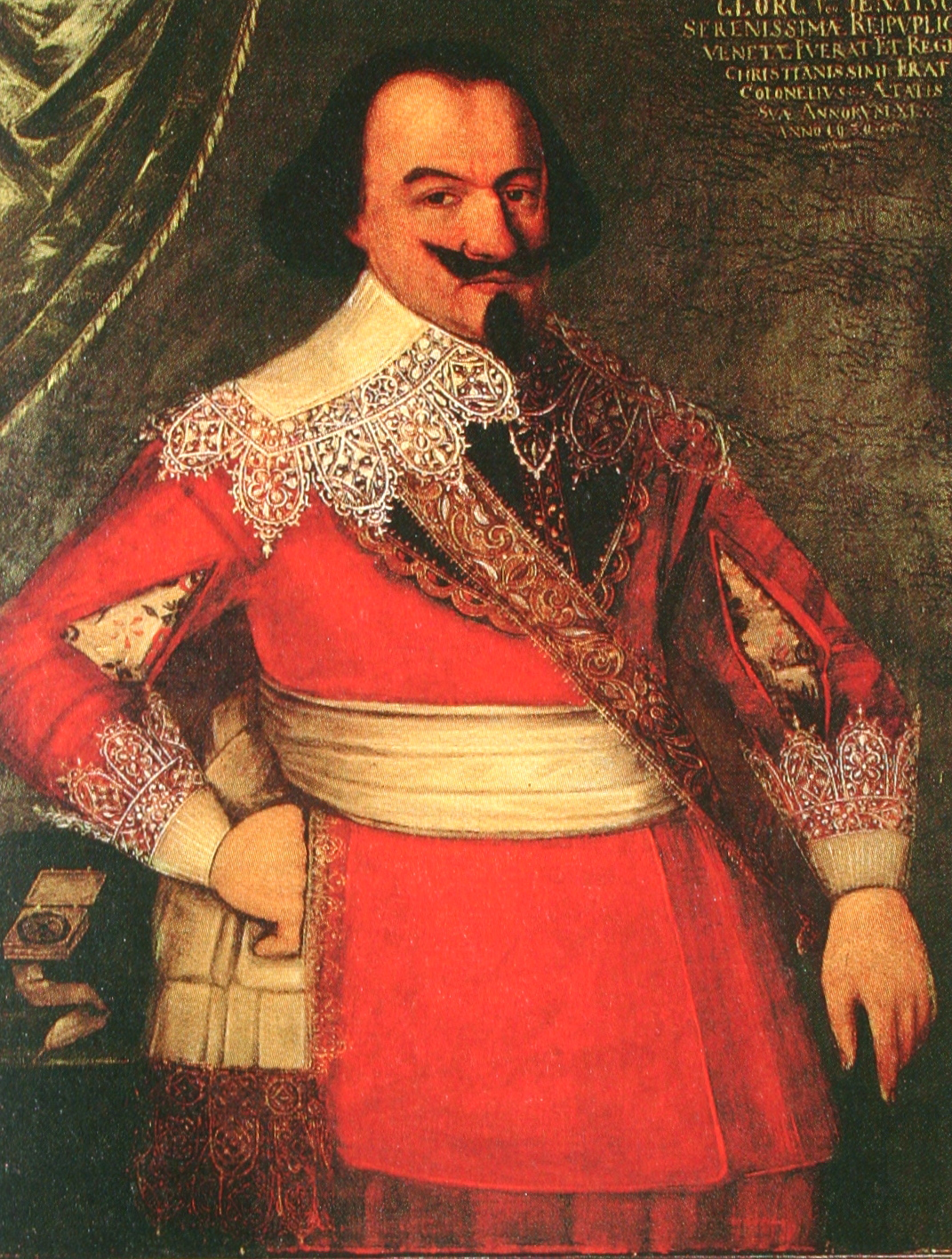
Jörg Jenatsch 1636

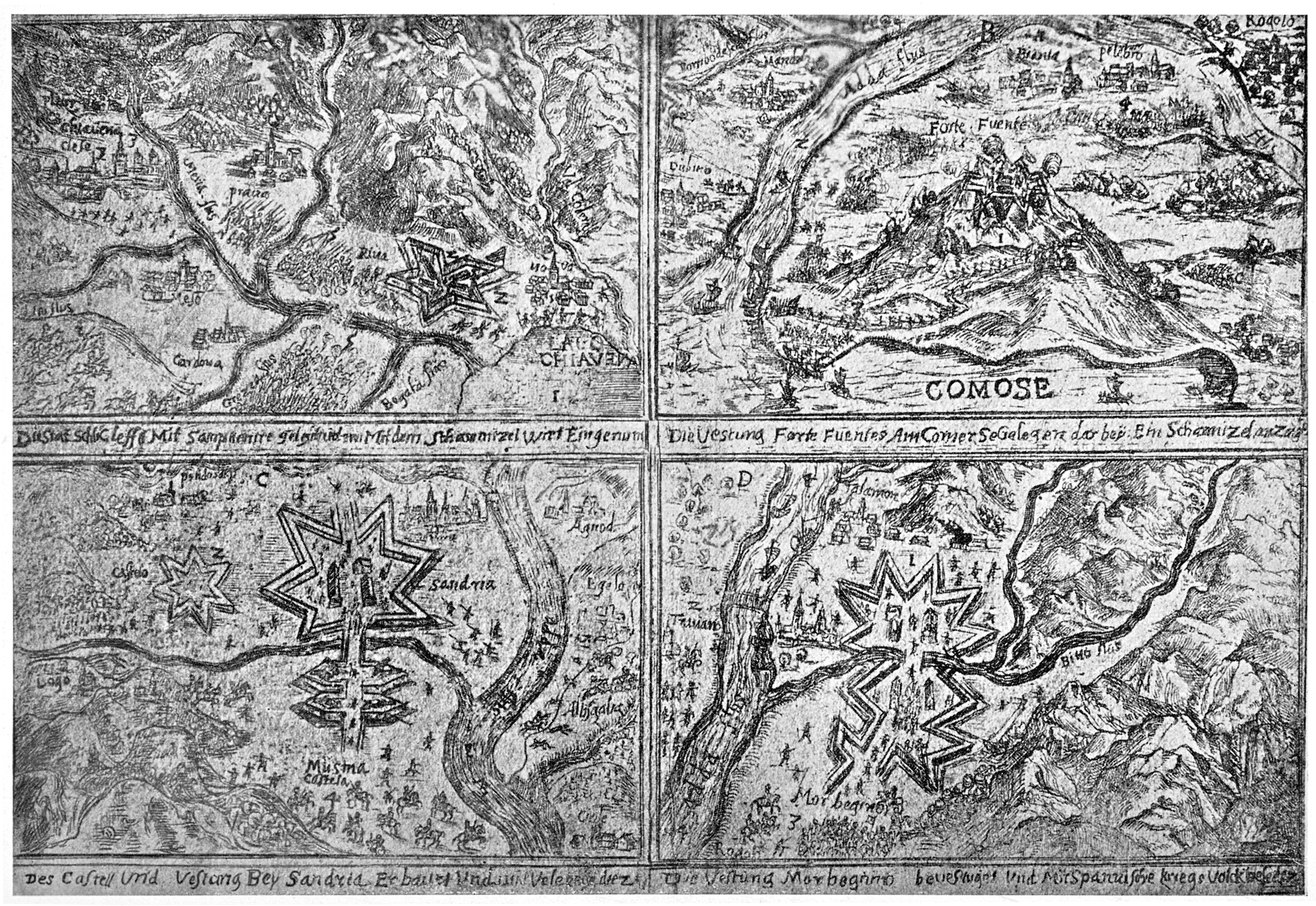
Zeitgenössische Skizzen über die Feldzüge der Bündner ins Veltlin

Während das Gebiet der Drei Bünde nach 1631 unter französischem Schutz neutralisiert war, blieben die ehemaligen Bündner Untertanengebiete für Spanien und Österreich offen. 1633 zog der Herzog von Feria mit einem Heer vom Herzogtum Mailand in den Vinschgau, 1634 wiederholte der Bruder des spanischen Königs, Ferdinand von Spanien, diesen Zuzug und konnte so die Schlacht bei Nördlingen für den Kaiser entscheiden. Nach diesem entscheidenden Sieg des Kaisers entschloss sich Richelieu, zum ersten Mal direkt in den Dreissigjährigen Krieg in Deutschland einzugreifen und verbündete sich dazu mit Schweden und den Niederlanden. Fünf französische Armeen zogen gegen den Kaiser ins Feld, eine davon führte der Herzog von Rohan nach Graubünden, um das Veltlin zu erobern und die Verbindung zwischen Österreich und Mailand zu unterbrechen. Rohan brach im März im Elsass mit sieben Regimentern Infanterie und 400 Reitern über das Gebiet der reformierten Kantone nach Graubünden auf und traf am 12. April 1635 in Chur ein.
In der Zwischenzeit besetzten auf seinen Befehl hin die drei in französischem Sold stehenden einheimischen Regimenter Schauenstein, Salis und Brügger nebst den zwei Freikompagnien Stuppa und Jenatsch überraschend die Städte Bormio und Chiavenna (28.3.) und nahmen damit Schlüsselpositionen am Ein- bzw. Ausgang des Veltlins ein. Rohan kam damit einer kaiserlichen Besetzung zuvor, da von Österreich her bereits der kaiserliche General Johann Franz von Barwitz, Baron von Fernamont, mit einer Armee von 8000 Mann und 1200 Reitern und von Mailand aus der spanische General Giovanni Serbelloni mit einer zweiten Armee von 4000 Mann Infanterie, 600 Reitern und 6 Kanonen im Anmarsch waren. Rohan zog nun mit den übrigen französischen Truppen sowie zwei Schweizerregimentern Schmied (Zürich) und Greder (Solothurn) ebenfalls ins Veltlin, wo er nun gesamthaft über ca. 8000 Mann und 400 Reiter verfügte. Er liess im Engadin bei Ardez, bei Süs und bei Punt sowie im Veltlin bei Chiavenna, Riva, Bormio und Mantello Befestigungen mit Besatzungen anlegen. Zur Verteidigung Bündens liess er weiter den Luzisteig dauerhaft besetzen und legte 1200 Mann nach Livigno, um dieses wichtige Tal zu sichern. Rohan ging selbst mit 2000 Mann bei Traona in Stellung. Sein Hauptquartier schlug er in Morbegno auf. Den als «Gebirgsfeldzug» bezeichneten nun folgenden Auseinandersetzungen lag von Rohans Seite die Strategie zu Grunde, dass er die beiden anrückenden Armeen je einzeln angreifen musste, weil er gegen deren vereinte Kräfte zahlenmässig zu stark unterlegen gewesen wäre.
Am 13. Juni erfolgte der erste Angriff der Österreicher unter Fernamont über den Umbrailpass und das Val Mora, wodurch ihnen über das Val di Dentro die Umgehung der Verteidigung Rohans bei den Bädern ob Bormio gelang. Die französischen Truppen mussten deshalb Bormio aufgeben und zogen sich über Poschiavo ins Engadin zurück. Fernamont stiess nach Tirano vor und Rohan musste nach Chiavenna zurückweichen, um nicht zwischen ihm und den Truppen Serbellonis, die bereits am oberen Comer See standen, aufgerieben zu werden. Fernamont vereinigte sich jedoch nicht mit Serbelloni, sondern stiess über Poschiavo ins Val Livigno vor. Dort traf er jedoch nicht wie erhofft auf die dort abgestellten französischen Truppen, da sich diese bereits mit dem Herzog Rohan im Oberengadin vereint hatten. Am 26. Juni stiess Rohan über den Casana Pass nach Livigno vor und zwang Fernamont zum Rückzug nach Bormio. Rohan verfolgte diesen jedoch nicht, sondern zog über Poschiavo nach Tirano, wo er sich bei Mazzo verschanzte und am 3. Juli 1635 die angreifenden Truppen Fernamonts besiegte. Dieser verlor rund 600 Mann, seinen ganzen Tross sowie 1000 Gefangene. Die österreichischen Truppen zogen sich darauf über den Umbrail zurück, liessen aber eine Besatzung in Bormio und bei Santa Maria im Münstertal.
Die spanischen Truppen verschanzten sich in der Zwischenzeit bei Ponte und erwarteten den Angriff Rohans. Dieser vereinigte sich bei Tirano mit 3000 eidgenössischen Söldnern, die mit französischem Gold angeworben worden waren. Als er weiter gegen Sondrio vorstiess, zog sich Serbelloni kampflos aus dem Veltlin zurück, angeblich weil er sich mit Fernamont überworfen haben soll. Rohan wandte sich deshalb wieder gegen Bormio, das er einnehmen konnte, worauf die durch einen Zangenangriff über den Umbrail- und den Ofenpass bedrohten Österreicher sich kampflos aus dem Münstertal zurückzogen. Rohan bezog nun Quartier in Tirano und liess die eroberten Gebiete befestigen. Aus Frankreich erhielt er noch einmal Zuzug von zwei Regimentern, um seine Position zu stärken. Allerdings wurde die Versorgung der Truppen Rohans im Veltlin immer schwieriger, weil einerseits das Land ausgeplündert war und andererseits die Überweisungen aus Frankreich auf sich warten liessen. Monatlich betrug die Rechnung allein für die Versorgung der Truppen mit Nahrungsmitteln 525'000 Livres. Auch Sold im Betrag von rund 400'000 Dukaten blieb Frankreich seinen Truppen schuldig.
Bereits im Oktober sammelten sich erneut österreichische und spanische Truppen an den Bündner Grenzen und am 24. Oktober gelang Fernamont ein erneuter Vorstoss über Santa Maria und die Münsteralpen ins Val di Fraele und über den Monte Scale nach Pedenosso. Gleichzeitig umgingen 500 österreichische Musketiere die Befestigungen Rohans bei den Bädern von Bormio über den Monte Cristallo, so dass sich die dort verschanzten eidgenössischen Truppen nach Bormio zurückziehen mussten. Die Hauptmacht konnte jedoch den Durchbruch bei den Bädern von Bormio nicht erzwingen und musste ins Val Fraele zurückweichen. Rohan liess nun einen geschickten Zangenangriff auf Fernamont ausführen. Er liess französische Truppen aus dem Engadin und Jenatsch mit seinen Bündner Truppen von Livigno aus in den Rücken der österreichischen Truppen vorstossen, während er selbst mit der Besatzung von Bormio aus den Angriff führte. Fernamont wurde so am 31. Oktober 1635 erneut geschlagen und musste sich mit rund 1200 Mann Verlusten ins Münstertal zurückziehen.
Nach diesem zweiten Sieg über die Österreicher begab sich Rohan wieder nach Tirano, um nun den rund 7000 Mann Infanterie und 800 Reitern Serbellonis entgegenzutreten, die bis Morbegno vorgerückt waren und sich dort verschanzt hatten. Die Situation wurde nun dadurch gefährlich, dass gleichzeitig der kaiserliche Feldmarschall Schlick im Vinschgau und Münstertal die Truppen Fernamonts erneut sammeln liess. Rohan liess die Pässe ins Münstertal und den Vinschgau besetzen und griff Serbelloni bei Morbegno am 10. November an und besiegte ihn nach einem heftigen Gefecht. Rund 1000 Spanier und 200 Franzosen und Schweizer sollen gefallen sein. Nach dieser erfolgreichen Aktion bezog Rohan im Veltlin das Winterquartier, weil nun weitere Angriffe über die verschneiten Pässe nicht mehr zu befürchten waren.
Die Auseinandersetzungen verschoben sich nun wieder auf das Feld der Politik. Die Bündner verlangten nun unverzüglich die Rückgabe ihrer ehemaligen Untertanengebiete unter ihre völlige Kontrolle. Richelieu wollte dies jedoch nicht gestatten, sondern wollte im Prinzip den Vertrag von Monzon bestätigen, nur dass nun Frankreich und seine Alliierten das Durchzugsrecht haben sollten. Die Stimmung unter den Parteiführern in den Drei Bünden verschlechterte sich zusehends, auch weil über 400'000 Dukaten Sold aus Frankreich ausstanden. Im Januar 1636 stellte Rohan den Bündnern in den «Clevener Artikeln» eine teilweise Wiederherstellung ihrer Hoheitsrechte in den Untertanengebieten in Aussicht, verbot jedoch zugleich die Ausübung des reformierten Glaubens in den Untertanengebieten. Damit entfremdete sich Rohan die Bündner endgültig.
Während Jörg Jenatsch Rohan gegenüber weiterhin die Rolle eines vertrauten Freundes spielte, konvertierte er 1635 heimlich in Rapperswil aus politischen Gründen zum katholischen Glauben. Gemeinsam mit dem Davoser Landammann Meinrad Buol und Hauptmann Johann Schorsch knüpfte er verdeckt Kontakte zu Österreich und Spanien und erlangte von beiden Mächten im Januar 1637 die Zusicherung, dass sie einer Vertreibung der Franzosen aus Graubünden Hand bieten würden. Jenatsch informierte am 6. Februar 1637 im Haus der Churer Bürgermeisters Gregor Meyer den Kettenbund, der gegen die französische Besatzungsmacht gerichtet war.
Am 21. März 1637 zog Jenatsch mit einer Truppe von 3000 Mann vor die Rohanschanze bei Landquart. Am 26. März unterzeichnete Rohan die Kapitulation in der Rheinschanze. Jenatsch gewährte ihm und seinen 1000 Mann freien Abzug. In seiner Kapitulationsurkunde erstattete Rohan die Untertanenländer Veltlin, Bormio und Chiavenna den Bündnern zurück. Die letzten französischen Truppen unter Rohan verliessen die Drei Bünde am 5. Mai 1637.

## Das Mailänder Kapitulat
Da die Bündner die französischen Truppen vertrieben hatten, bevor mit Spanien und Österreich die Bedingungen der Rückgabe der Untertanengebiete geregelt war, kam es zu schwierigen Verhandlungen über den Status von Chiavenna, Veltlin und Bormio, die fast zwei Jahre dauerten. Erst als Spanien befürchten musste, dass die Bündner erneut die Seiten wechseln könnten, willigten seine Unterhändler in eine Rückgabe der Untertanengebiete ein. Am 3. September 1639 wurde in Mailand ein Übereinkommen beschworen, das sogenannte «Mailänder Kapitulat», in dem die Untertanengebiete an die Drei Bünde zurückerstattet wurden, jedoch mit Einschränkungen der Hoheitsrechte der Bünde. Dem spanischen Repräsentanten im Herzogtum Mailand wurde ein Aufsichtsrecht über die bündnerische Verwaltung sowie ein Schutzrecht über die katholischen Untertanen eingeräumt. Die Verbreitung und die Ausübung des reformierten Glaubens wurde im Veltlin und in Bormio untersagt und dem Bischof von Como wurde das Visitationsrecht sowie die geistliche Gerichtsbarkeit über alle Untertanengebiete gewährt. Nur die reformierte Bevölkerung von Chiavenna erhielt ein Bleiberecht. Weitere Zugeständnisse Spaniens bestanden darin, dass die Inquisition keinen Zugang in die Bündner Gebiete erhielt und dass sich reformierte Bündner Grundbesitzer während der Erntezeit für drei Monate im Veltlin aufhalten durften. Auch reformierte Amtleute konnten sich in den Untertanengebieten aufhalten.
Das Mailänder Kapitulat enthielt auch einen «Ewigen Frieden», einen Friedens- und Allianzvertrag zwischen den Drei Bünden und Spanien. Spanien erhielt die Erlaubnis zur Anwerbung von Söldnern und das Nutzungsrecht für die Strassen und Gebirgspässe. Allen Feinden Spaniens sollten diese verschlossen bleiben. Spanien gewährte im Tausch für den Kriegsfall militärische Hilfe und eine jährliche Pension von 4500 Kronen. Weiter wurden Studienplätze für Bündner an den Universitäten Mailand und Pavia sowie zollfreie Kornmärkte am Comersee gewährt.
Jenatsch, der sich zahlreiche Feinde gemacht hatte und der Aristokratie zu mächtig geworden war, war noch vor Vertragsunterzeichnung am 14. Januar 1639 in Chur ermordet worden.
In zwei Verträgen mit Österreich am 10. Juni 1649 und am 27. Juli 1652 wurden die habsburgischen Rechte im Zehngerichtebund, im Münstertal und im Unterengadin mit Krediten der reformierten Orte der Eidgenossenschaft abgelöst. Ungelöste Konflikte um sich überlagernde Rechte im Münstertal und Vinschgau führten jedoch noch bis ins 18. Jahrhundert zu Grenzstreitigkeiten zwischen den Bünden und Österreich, die erst 1762 mit dem endgültigen Verlust aller Bündner Rechte im Vinschgau und der Abtretung des Dorfes Taufers an Österreich zu einem Ende kamen.

## Folgen
Die Bündner Wirren waren ein Wendepunkt in den Beziehungen des Freistaates der Drei Bünde zur Eidgenossenschaft und zeigte sowohl den Bündnern wie auch den Eidgenossen ihre politisch-militärische Schwäche angesichts der inneren konfessionellen Spaltung auf. Die aussenpolitische Schwäche der Eidgenossenschaft verhinderte auch eine längerfristige stärkere Einbindung der Drei Bünde, die im 18. Jahrhundert nur noch durch die ewigen Bünde mit Bern (1602) und Zürich (1707) mit der Eidgenossenschaft verbunden waren. Die volle aussenpolitische Freiheit und die Kontrolle über die Alpenpässe sowie die Neutralität konnten nicht darüber hinwegtäuschen, dass die Drei Bünde faktisch zu einem Protektorat von Österreich und Spanien wurden, von denen die Alpenrepublik auch wirtschaftlich völlig abhängig war.
Innenpolitisch ermöglichten die Bündner Wirren die Entflechtung der komplexen Gemengelage von habsburgischen sowie bischöflichen Herrschaftsrechten und den autonomen Gerichtsgemeinden, so dass sich die Gemeinden des Prättigaus mit eidgenössischer Finanzhilfe von den habsburgischen Feudalrechten loskaufen konnten. Damit konnte die reformierte Konfession sich in den Gemeinden Bündens endgültig halten und Graubünden blieb das Schicksal Böhmens erspart, das als Folge des Dreissigjährigen Krieges durch die Habsburger wieder rekatholisiert wurde. Das schwierige Gleichgewicht, das sich zwischen den Konfessionen und den Parteien innerhalb der Drei Bünde ergab, verhinderte jede weitere Stärkung des gemeinsamen Staatswesens, das mehr und mehr in seine zwei Dutzend Hochgerichte und knapp 50 Gemeinden zerfiel.
Wirtschaftlich und demographisch erholte sich Graubünden bald wieder von den Folgen der Bündner Wirren. Der rasch wieder aufblühende Handel über die Bündner Pässe, die wiedergewonnene Kontrolle über die fruchtbaren Untertanengebiete im Veltlin sowie die reichlich in die Taschen des Patriziats fliessenden Pensionen und Bestechungsgelder Spaniens, Österreichs und Frankreichs ermöglichten dieses Wiederaufblühen. In den Bündner Tälern zeugen zahlreiche Kirchen und Paläste aus dem 17. Jahrhundert von diesem Wirtschaftswunder.